# Liste der römisch-katholischen Diözesen
Die Liste der römisch-katholischen Diözesen beinhaltet alle bestehenden Diözesen, diesen gleichgestellte Partikularkirchen sowie die nicht gleichgestellten Missionen sui juris der römisch-katholischen Kirche.
Die Liste ist nach Kirchen eigenen Rechts (lateinischen Kirchen und 23 katholischen Ostkirchen), Staaten und Kirchenprovinzen gegliedert. Immediate Diözesen gehören keiner Kirchenprovinz an, sondern sind direkt dem Papst unterstellt und werden als eigener Abschnitt unter dem jeweiligen Staat geführt. Diözesen, deren Jurisdiktionsbereich sich über mehrere Staaten erstreckt, sind bei allen aufgelistet.
Ehemalige Diözesen finden sich in der Liste der ehemaligen katholischen Diözesen.
Titularbistümer sind ehemalige Diözesen und besitzen keine eigene Jurisdiktion, sie sind in der Liste der römisch-katholischen Titularbistümer aufgeführt.

## Westkirche

### Römischer Ritus
Bei Auswahl eines Staatsnamens wird zum Artikel römisch-katholische Kirche in (Staat) weitergeleitet.
Die multinationalen apostolischen Vikariate und Kirchenprovinzen der Arabischen Halbinsel sowie Ozeaniens und Westindiens finden sich auch bei Arabien sowie Ozeanien und Westindien.

#### A

##### Afghanistan
- Immediat:

1. Mission sui juris Afghanistan

##### Ägypten
- Immediat:

1. Apostolisches Vikariat Alexandria in Ägypten

##### Albanien
- Provinzen:

1. Kirchenprovinz Shkodra-Pult: Erzbistum Shkodra-Pult: Bistum Lezha, Bistum Sapa
2. Kirchenprovinz Tirana-Durrës: Erzbistum Tirana-Durrës: Bistum Rrëshen, Apostolische Administratur Südalbanien

##### Algerien
- Immediat:

1. Bistum Laghouat

- Provinzen:

1. Kirchenprovinz Algier: Erzbistum Algier: Bistum Constantine, Bistum Oran

##### Amerikanische Jungferninseln
Siehe unten: Kirchenprovinz Washington
1. Bistum Saint Thomas

##### Amerikanisch-Samoa
Siehe unten: Kirchenprovinz Samoa-Apia
1. Bistum Samoa-Pago Pago

##### Andorra
Siehe unten: Kirchenprovinz Saragossa
1. Bistum Urgell

##### Anguilla
Siehe unten: Kirchenprovinz Castries
1. Diözese St. John’s-Basseterre

##### Angola
- Provinzen:

1. Kirchenprovinz Huambo: Erzbistum Huambo: Bistum Benguela, Bistum Kwito-Bié
2. Kirchenprovinz Luanda: Erzbistum Luanda: Bistum Cabinda, Bistum Caxito, Bistum Mbanza Congo, Bistum Sumbe, Bistum Viana
3. Kirchenprovinz Lubango: Erzbistum Lubango: Bistum Menongue, Bistum Namibe, Bistum Ondjiva
4. Kirchenprovinz Malanje: Erzbistum Malanje: Bistum Uije, Bistum Ndalatando
5. Kirchenprovinz Saurimo: Erzbistum Saurimo: Bistum Dundo, Bistum Lwena

##### Antigua und Barbuda
Siehe unten: Kirchenprovinz Castries
1. Diözese St. John’s-Basseterre

##### Äquatorialguinea
- Provinzen:

1. Kirchenprovinz Malabo: Erzbistum Malabo: Bistum Bata, Bistum Ebebiyin, Bistum Evinayong, Bistum Mongomo

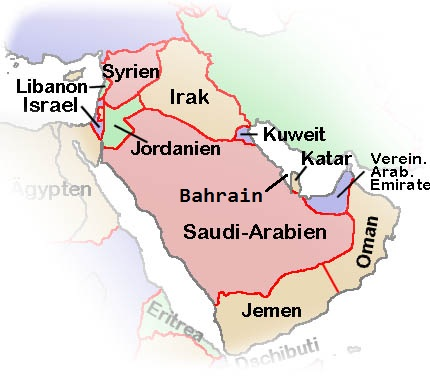
Arabische Halbinsel und angrenzende Staaten

##### Arabien
- Immediat:

1. Apostolisches Vikariat Nördliches Arabien: Zuständig für Kuwait, Bahrain, Katar und Saudi-Arabien; Sitz in Manama, (Bahrain)
2. Apostolisches Vikariat Südliches Arabien: Zuständig für Jemen, Oman und Vereinigte Arabische Emirate; Sitz in Abu Dhabi, (VAE)

##### Argentinien
- Immediat:

1. Militärordinariat

- Provinzen:

1. Kirchenprovinz Bahía Blanca: Erzbistum Bahía Blanca: Bistum Alto Valle del Río Negro, Bistum Comodoro Rivadavia, Bistum Rawson, Bistum Río Gallegos, Bistum San Carlos de Bariloche, Bistum Santa Rosa, Bistum Viedma, Territorialprälatur Esquel
2. Kirchenprovinz Buenos Aires: Erzbistum Buenos Aires: Bistum Avellaneda-Lanús, Bistum Gregorio de Laferrère, Bistum Lomas de Zamora, Bistum Morón, Bistum Quilmes, Bistum San Isidro, Bistum San Justo, Bistum San Martín, Bistum San Miguel
3. Kirchenprovinz Córdoba: Erzbistum Córdoba: Bistum Cruz del Eje, Bistum San Francisco, Bistum Villa de la Concepción del Río Cuarto, Bistum Villa María, Territorialprälatur Deán Funes
4. Kirchenprovinz Corrientes: Erzbistum Corrientes: Bistum Goya, Bistum Oberá, Bistum Posadas, Bistum Puerto Iguazú, Bistum Santo Tomé
5. Kirchenprovinz La Plata: Erzbistum La Plata: Bistum Azul, Bistum Chascomús, Bistum Mar del Plata
6. Kirchenprovinz Mendoza: Erzbistum Mendoza: Bistum Neuquén, Bistum San Rafael
7. Kirchenprovinz Mercedes-Luján: Erzbistum Mercedes-Luján: Bistum Merlo-Moreno, Bistum Nueve de Julio, Bistum Zárate-Campana
8. Kirchenprovinz Paraná: Erzbistum Paraná: Bistum Concordia, Bistum Gualeguaychú
9. Kirchenprovinz Resistencia: Erzbistum Resistencia: Bistum Formosa, Bistum San Roque de Presidencia Roque Sáenz Peña
10. Kirchenprovinz Rosario: Erzbistum Rosario: Bistum San Nicolás de los Arroyos, Bistum Venado Tuerto
11. Kirchenprovinz Salta: Erzbistum Salta: Bistum Catamarca, Bistum Jujuy, Bistum Orán, Territorialprälatur Cafayate, Territorialprälatur Humahuaca
12. Kirchenprovinz San Juan de Cuyo: Erzbistum San Juan de Cuyo: Bistum La Rioja, Bistum San Luis
13. Kirchenprovinz Santa Fe de la Vera Cruz: Erzbistum Santa Fe de la Vera Cruz: Bistum Rafaela, Bistum Reconquista
14. Kirchenprovinz Tucumán: Erzbistum Tucumán: Bistum Añatuya, Bistum Concepción, Erzbistum Santiago del Estero

##### Armenien
- Immediat:

1. Apostolische Administratur Kaukasien

##### Aruba
Siehe unten: Kirchenprovinz Port of Spain
1. Bistum Willemstad

##### Aserbaidschan
- Immediat:

1. Apostolische Präfektur Aserbaidschan

##### Äthiopien
Siehe auchÄthiopisch-katholische Kirche
- Immediat:

1. Apostolisches Vikariat Awasa, Apostolisches Vikariat Gambella, Apostolisches Vikariat Harar, Apostolisches Vikariat Hosanna, Apostolisches Vikariat Jimma-Bonga, Apostolisches Vikariat Meki, Apostolisches Vikariat Nekemte, Apostolisches Vikariat Soddo
2. Apostolische Präfektur Robe

##### Australien
- Immediat:

1. Militärordinariat
2. Erzbistum Canberra-Goulburn
3. Erzbistum Hobart
4. Personalordinariat Unserer Lieben Frau vom Kreuz des Südens

- Provinzen:

1. Kirchenprovinz Adelaide: Erzbistum Adelaide: Bistum Darwin, Bistum Port Pirie
2. Kirchenprovinz Brisbane: Erzbistum Brisbane: Bistum Cairns, Bistum Rockhampton, Bistum Toowoomba, Bistum Townsville
3. Kirchenprovinz Melbourne: Erzbistum Melbourne: Bistum Ballarat, Bistum Sale, Bistum Sandhurst
4. Kirchenprovinz Perth: Erzbistum Perth: Bistum Broome, Bistum Bunbury, Bistum Geraldton
5. Kirchenprovinz Sydney: Erzbistum Sydney: Bistum Armidale, Bistum Bathurst, Bistum Broken Bay, Bistum Lismore, Bistum Maitland-Newcastle, Bistum Parramatta, Bistum Wagga Wagga, Bistum Wilcannia-Forbes, Bistum Wollongong

#### B

##### Bahamas
Siehe unten: Kirchenprovinz Nassau
1. Erzbistum Nassau

##### Bahrain
Siehe oben: Arabien
1. Apostolisches Vikariat Nördliches Arabien

##### Bangladesch
- Provinzen:

1. Kirchenprovinz Chittagong: Erzbistum Chittagong: Bistum Barisal, Bistum Khulna
2. Kirchenprovinz Dhaka: Erzbistum Dhaka: Bistum Dinajpur, Bistum Mymensingh, Bistum Rajshahi, Bistum Sylhet

##### Barbados
Siehe unten: Kirchenprovinz Port of Spain
1. Bistum Bridgetown

##### Belarus
- Provinzen:

1. Kirchenprovinz Minsk-Mahiljou: Erzbistum Minsk-Mahiljou: Bistum Hrodna, Bistum Pinsk, Bistum Wizebsk

##### Belgien
- Immediat:

1. Militärordinariat

- Provinzen:

1. Kirchenprovinz Mechelen-Brüssel: Erzbistum Mechelen-Brüssel: Bistum Antwerpen, Bistum Brügge, Bistum Gent, Bistum Hasselt, Bistum Lüttich, Bistum Namur, Bistum Tournai

##### Belize
Siehe unten: Kirchenprovinz Kingston in Jamaika
1. Bistum Belize City-Belmopan

##### Benin
- Provinzen:

1. Kirchenprovinz Cotonou: Erzbistum Cotonou: Bistum Abomey, Bistum Dassa-Zoumé, Bistum Lokossa, Bistum Porto-Novo
2. Kirchenprovinz Parakou: Erzbistum Parakou: Bistum Djougou, Bistum Kandi, Bistum Natitingou, Bistum N’Dali

##### Bermuda
Siehe unten: Kirchenprovinz Nassau
1. Bistum Hamilton in Bermuda

##### Bhutan
Siehe unten: Kirchenprovinz Kalkutta
1. Bistum Darjeeling

##### Bolivien
- Immediat:

1. Militärordinariat,
2. Apostolisches Vikariat Camiri, Apostolisches Vikariat El Beni o Beni, Apostolisches Vikariat Ñuflo de Chávez, Apostolisches Vikariat Pando, Apostolisches Vikariat Reyes

- Provinzen:

1. Kirchenprovinz Cochabamba: Erzbistum Cochabamba: Bistum Oruro, Territorialprälatur Aiquile
2. Kirchenprovinz La Paz: Erzbistum La Paz: Bistum Coroico, Bistum El Alto, Territorialprälatur Corocoro
3. Kirchenprovinz Santa Cruz de la Sierra: Erzbistum Santa Cruz de la Sierra: Bistum San Ignacio de Velasco
4. Kirchenprovinz Sucre: Erzbistum Sucre: Bistum Potosí, Bistum Tarija

##### Bosnien und Herzegowina
- Immediat:

1. Militärordinariat

- Provinzen:

1. Kirchenprovinz Vrhbosna: Erzbistum Vrhbosna: Bistum Banja Luka, Bistum Mostar-Duvno, Bistum Skopje (in Nordmazedonien)

##### Botswana
Siehe unten: Kirchenprovinz Pretoria
1. Bistum Gaborone
2. Bistum Francistown

##### Brasilien
- Immediat:

1. Militärordinariat

Kirchenprovinzen in Brasilien

2. Apostolische Personaladministration St. Johannes Maria Vianney

- Provinzen:

1. Kirchenprovinz Aparecida: Erzbistum Aparecida: Bistum Lorena, Bistum São José dos Campos, Bistum Taubaté
2. Kirchenprovinz Aracaju: Erzbistum Aracaju: Bistum Estância, Bistum Propriá
3. Kirchenprovinz Belém do Pará: Erzbistum Belém do Pará: Bistum Abaetetuba, Bistum Bragança do Pará, Bistum Cametá, Bistum Castanhal, Bistum Macapá, Bistum Marabá, Bistum Ponta de Pedras, Bistum Santíssima Conceição do Araguaia, Territorialprälatur Marajó,
4. Kirchenprovinz Belo Horizonte: Erzbistum Belo Horizonte: Bistum Divinópolis, Bistum Luz, Bistum Oliveira, Bistum Sete Lagoas
5. Kirchenprovinz Botucatu: Erzbistum Botucatu: Bistum Araçatuba, Bistum Assis, Bistum Bauru, Bistum Lins, Bistum Marília, Bistum Ourinhos, Bistum Presidente Prudente
6. Kirchenprovinz Brasília: Erzbistum Brasília: Bistum Formosa, Bistum Luziânia, Bistum Uruaçu
7. Kirchenprovinz Campinas: Erzbistum Campinas: Bistum Amparo, Bistum Bragança Paulista, Bistum Jaú, Bistum Limeira, Bistum Piracicaba, Bistum São Carlos
8. Kirchenprovinz Campo Grande: Erzbistum Campo Grande: Bistum Corumbá, Bistum Coxim, Bistum Dourados, Bistum Jardim, Bistum Naviraí, Bistum Três Lagoas
9. Kirchenprovinz Cascavel: Erzbistum Cascavel: Bistum Foz do Iguaçu, Bistum Palmas-Francisco Beltrão, Bistum Toledo
10. Kirchenprovinz Chapecó: Erzbistum Chapecó: Bistum Caçador, Bistum Joaçaba, Bistum Lages
11. Kirchenprovinz Cuiabá: Erzbistum Cuiabá: Bistum Barra do Garças, Bistum Diamantino, Bistum Guiratinga, Bistum Juína, Bistum Rondonópolis-Guiratinga, Bistum São Luíz de Cáceres, Bistum Sinop, Bistum Primavera do Leste-Paranatinga, Territorialprälatur São Félix
12. Kirchenprovinz Curitiba: Erzbistum Curitiba: Bistum Guarapuava, Bistum Paranaguá, Bistum Ponta Grossa, Bistum São José dos Pinhais, Bistum União da Vitória
13. Kirchenprovinz Diamantina: Erzbistum Diamantina: Bistum Almenara, Bistum Araçuaí, Bistum Guanhães, Bistum Teófilo Otoni
14. Kirchenprovinz Feira de Santana: Erzbistum Feira de Santana: Bistum Barra, Bistum Barreiras, Bistum Bonfim, Bistum Irecê, Bistum Juazeiro, Bistum Paulo Afonso, Bistum Ruy Barbosa, Bistum Serrinha
15. Kirchenprovinz Florianópolis: Erzbistum Florianópolis: Bistum Criciúma, Bistum Tubarão
16. Kirchenprovinz Fortaleza: Erzbistum Fortaleza: Bistum Crateús, Bistum Crato, Bistum Iguatu, Bistum Itapipoca, Bistum Limoeiro do Norte, Bistum Quixadá, Bistum Sobral, Bistum Tianguá
17. Kirchenprovinz Goiânia: Erzbistum Goiânia: Bistum Anápolis, Bistum Goiás, Bistum Ipameri, Bistum Itumbiara, Bistum Jataí, Bistum Rubiataba-Mozarlândia, Bistum São Luís de Montes Belos
18. Kirchenprovinz Joinville: Erzbistum Joinville: Bistum Blumenau, Bistum Rio do Sul
19. Kirchenprovinz Juiz de Fora: Erzbistum Juiz de Fora: Bistum Leopoldina, Bistum São João del-Rei
20. Kirchenprovinz Londrina: Erzbistum Londrina: Bistum Apucarana, Bistum Cornélio Procópio, Bistum Jacarezinho
21. Kirchenprovinz Maceió: Erzbistum Maceió: Bistum Palmeira dos Índios, Bistum Penedo
22. Kirchenprovinz Manaus: Erzbistum Manaus: Bistum Alto Solimões, Bistum Coari, Bistum Cruzeiro do Sul, Bistum Parintins, Bistum Rio Branco, Bistum Roraima, Bistum São Gabriel da Cachoeira, Bistum Borba, Territorialprälatur Itacoatiara, Territorialprälatur Tefé
23. Kirchenprovinz Mariana: Erzbistum Mariana: Bistum Caratinga, Bistum Governador Valadares, Bistum Itabira-Fabriciano
24. Kirchenprovinz Maringá: Erzbistum Maringá: Bistum Campo Mourão, Bistum Paranavaí, Bistum Umuarama
25. Kirchenprovinz Montes Claros: Erzbistum Montes Claros: Bistum Janaúba, Bistum Januária, Bistum Paracatu
26. Kirchenprovinz Natal: Erzbistum Natal: Bistum Caicó, Bistum Mossoró
27. Kirchenprovinz Niterói: Erzbistum Niterói: Bistum Campos, Bistum Nova Friburgo, Bistum Petrópolis
28. Kirchenprovinz Olinda e Recife: Erzbistum Olinda e Recife: Bistum Afogados da Ingazeira, Bistum Caruaru, Bistum Floresta, Bistum Garanhuns, Bistum Nazaré, Bistum Palmares, Bistum Pesqueira, Bistum Petrolina, Bistum Salgueiro
29. Kirchenprovinz Palmas: Erzbistum Palmas: Bistum Araguaína, Bistum Cristalândia, Bistum Miracema do Tocantins, Bistum Porto Nacional, Bistum Tocantinópolis
30. Kirchenprovinz Paraíba: Erzbistum Paraíba: Bistum Cajazeiras, Bistum Campina Grande, Bistum Guarabira, Bistum Patos
31. Kirchenprovinz Passo Fundo: Erzbistum Passo Fundo: Bistum Erexim, Bistum Frederico Westphalen, Bistum Vacaria
32. Kirchenprovinz Pelotas: Erzbistum Pelotas: Bistum Bagé, Bistum Rio Grande
33. Kirchenprovinz Porto Alegre: Erzbistum Porto Alegre: Bistum Caxias do Sul, Bistum Montenegro, Bistum Novo Hamburgo, Bistum Osório
34. Kirchenprovinz Porto Velho: Erzbistum Porto Velho: Bistum Guajará-Mirim, Bistum Humaitá, Bistum Ji-Paraná, Territorialprälatur Lábrea
35. Kirchenprovinz Pouso Alegre: Erzbistum Pouso Alegre: Bistum Campanha, Bistum Guaxupé
36. Kirchenprovinz Ribeirão Preto: Erzbistum Ribeirão Preto: Bistum Franca, Bistum Jaboticabal, Bistum São João da Boa Vista
37. Kirchenprovinz Santa Maria: Erzbistum Santa Maria: Bistum Cachoeira do Sul, Bistum Cruz Alta, Bistum Santa Cruz do Sul, Bistum Santo Ângelo, Bistum Uruguaiana
38. Kirchenprovinz Santarém: Erzbistum Santarém: Territorialprälatur Itaituba, Bistum Óbidos, Territorialprälatur Alto Xingu-Tucumã, Bistum Xingu-Altamira
39. Kirchenprovinz São José do Rio Preto: Erzbistum São José do Rio Preto: Bistum Barretos, Bistum Catanduva, Bistum Jales, Bistum Votuporanga
40. Kirchenprovinz São Luís do Maranhão: Erzbistum São Luís do Maranhão: Bistum Bacabal, Bistum Balsas, Bistum Brejo, Bistum Carolina, Bistum Caxias do Maranhão, Bistum Coroatá, Bistum Grajaú, Bistum Imperatriz, Bistum Pinheiro, Bistum Viana, Bistum Zé Doca
41. Kirchenprovinz São Paulo: Erzbistum São Paulo: Bistum Campo Limpo, Bistum Caraguatatuba, Bistum Guarulhos, Bistum Mogi das Cruzes, Bistum Osasco, Bistum Santo Amaro, Bistum Santo André, Bistum Santos, Bistum São Miguel Paulista
42. Kirchenprovinz São Salvador da Bahia: Erzbistum São Salvador da Bahia: Bistum Alagoinhas, Bistum Amargosa, Bistum Camaçari, Bistum Cruz das Almas, Bistum Eunápolis, Bistum Ilhéus, Bistum Itabuna, Bistum Teixeira de Freitas-Caravelas
43. Kirchenprovinz São Sebastião do Rio de Janeiro: Erzbistum São Sebastião do Rio de Janeiro: Bistum Barra do Piraí-Volta Redonda, Bistum Duque de Caxias, Bistum Itaguaí, Bistum Nova Iguaçu, Bistum Valença
44. Kirchenprovinz Sorocaba: Erzbistum Sorocaba: Bistum Itapetininga, Bistum Itapeva, Bistum Jundiaí, Bistum Registro
45. Kirchenprovinz Teresina: Erzbistum Teresina: Bistum Bom Jesus do Gurguéia, Bistum Campo Maior, Bistum Floriano, Bistum Oeiras, Bistum Parnaíba, Bistum Picos, Bistum São Raimundo Nonato
46. Kirchenprovinz Uberaba: Erzbistum Uberaba: Bistum Ituiutaba, Bistum Patos de Minas, Bistum Uberlândia
47. Kirchenprovinz Vitória: Erzbistum Vitória: Bistum Cachoeiro de Itapemirim, Bistum Colatina, Bistum São Mateus
48. Kirchenprovinz Vitória da Conquista: Erzbistum Vitória da Conquista: Bistum Bom Jesus da Lapa, Bistum Caetité, Bistum Jequié, Bistum Livramento de Nossa Senhora

##### Britische Jungferninseln
Siehe unten: Kirchenprovinz Castries
1. Diözese St. John’s-Basseterre

##### Brunei
- Immediat:

1. Apostolisches Vikariat Brunei

##### Bulgarien
- Immediat:

1. Bistum Nicopolis
2. Bistum Sofia und Plowdiw

##### Burkina Faso
- Provinzen:

1. Kirchenprovinz Bobo-Dioulasso: Erzbistum Bobo-Dioulasso: Bistum Banfora, Bistum Dédougou, Bistum Diébougou, Bistum Gaoua, Bistum Nouna
2. Kirchenprovinz Koupéla: Erzbistum Koupéla: Bistum Dori, Bistum Fada N’Gourma, Bistum Kaya, Bistum Tenkodogo
3. Kirchenprovinz Ouagadougou: Erzbistum Ouagadougou: Bistum Koudougou, Bistum Manga, Bistum Ouahigouya

##### Burundi
- Provinzen:

1. Kirchenprovinz Gitega: Erzbistum Gitega: Bistum Muyinga, Bistum Ngozi, Bistum Rutana, Bistum Ruyigi
2. Kirchenprovinz Bujumbura: Erzbistum Bujumbura: Bistum Bubanza, Bistum Bururi

#### C

##### Chile
- Immediat:

1. Militärordinariat
2. Apostolisches Vikariat Aysén

- Provinzen:

1. Kirchenprovinz Antofagasta: Erzbistum Antofagasta: Bistum San Marcos de Arica, Bistum Iquique, Bistum San Juan Bautista de Calama
2. Kirchenprovinz Concepción: Erzbistum Concepción: Bistum San Bartolomé de Chillán, Bistum Santa Maria de Los Ángeles, Bistum Temuco, Bistum Valdivia, Bistum Villarrica
3. Kirchenprovinz La Serena: Erzbistum La Serena: Bistum Copiapó, Territorialprälatur Illapel
4. Kirchenprovinz Puerto Montt: Erzbistum Puerto Montt: Bistum Osorno, Bistum Punta Arenas, Bistum San Carlos de Ancud
5. Kirchenprovinz Santiago de Chile: Erzbistum Santiago de Chile: Bistum Linares, Bistum Melipilla, Bistum Rancagua, Bistum San Bernardo, Bistum San Felipe, Bistum Talca, Bistum Valparaíso

##### China
China, Rep.:
- Provinzen:

1. Kirchenprovinz Taipeh: Erzbistum Taipeh: Bistum Hsinchu, Bistum Hwalien, Bistum Kaohsiung, Bistum Chiayi, Bistum Taichung, Bistum Tainan

China, VR:

- Immediat:

1. Bistum Macau
2. Apostolische Präfektur Chaotung, Apostolische Präfektur Haizhou, Apostolische Präfektur Hainan, Apostolische Präfektur Hinganfu, Apostolische Präfektur Jiamusi, Apostolische Präfektur Jian’ou, Apostolische Präfektur Kiangchow, Apostolische Präfektur Guilin, Apostolische Präfektur Lixian, Apostolische Präfektur Linqing, Apostolische Präfektur Lintong, Apostolische Präfektur Baojing, Apostolische Präfektur Shaowu, Apostolische Präfektur Shashi, Apostolische Präfektur Shiqian, Apostolische Präfektur Xiangtan, Apostolische Präfektur Xining, Apostolische Präfektur Xinjiang-Ürümqi, Apostolische Präfektur Xinxiang, Apostolische Präfektur Suizhou, Apostolische Präfektur Qiqihar, Apostolische Präfektur Tongzhou, Apostolische Präfektur Tunxi, Apostolische Präfektur Weihai, Apostolische Präfektur Yangzhou, Apostolische Präfektur Yixian, Apostolische Präfektur Yueyang, Apostolische Präfektur Lingling
3. Apostolische Administratur Harbin

- Provinzen:

1. Kirchenprovinz Anking: Erzbistum Anking: Bistum Pengpu, Bistum Wuhu
2. Kirchenprovinz Canton: Erzbistum Canton: Bistum Hongkong, Bistum Meixian, Bistum Jiangmen, Bistum Beihai, Bistum Shaoguan, Bistum Shantou
3. Kirchenprovinz Changsha: Erzbistum Changsha: Bistum Changde, Bistum Hengyang, Bistum Yuanling
4. Kirchenprovinz Chungking: Erzbistum Chungking: Bistum Chengtu, Bistum Kangting, Bistum Kiating, Bistum Ningyüan, Bistum Shunking, Bistum Suifu, Bistum Wanhsien
5. Kirchenprovinz Foochow: Erzbistum Foochow: Bistum Funing, Bistum Hsiamen-Amoy, Bistum Tingchow
6. Kirchenprovinz Hangzhou: Erzbistum Hangzhou: Bistum Lishui, Bistum Ningpo, Bistum Taichow, Bistum Yungkia
7. Kirchenprovinz Hankow: Erzbistum Hankow: Bistum Hanyang, Bistum Yichang, Bistum Kichow, Bistum Laohekou, Bistum Puqi, Bistum Shihnan, Bistum Siangyang, Bistum Wuchang
8. Kirchenprovinz Kaifeng: Erzbistum Kaifeng: Bistum Zhengzhou, Bistum Chumatien, Bistum Kweiteh, Bistum Loyang, Bistum Nanyang, Bistum Sinyang, Bistum Weihwei
9. Kirchenprovinz Kunming: Erzbistum Kunming: Bistum Tali
10. Kirchenprovinz Kweyang: Erzbistum Kweyang: Bistum Lanlung
11. Kirchenprovinz Lanzhou: Erzbistum Lanzhou: Bistum Pingliang, Bistum Tianshui
12. Kirchenprovinz Shenyang: Erzbistum Shenyang: Bistum Chihfeng, Bistum Fushun, Bistum Jinzhou, Bistum Jilin, Bistum Szepingkai, Bistum Yanji, Bistum Yingkow
13. Kirchenprovinz Nanchang: Erzbistum Nanchang: Bistum Kanchow, Bistum Kian, Bistum Nancheng, Bistum Yükiang
14. Kirchenprovinz Nanking: Erzbistum Nanking: Bistum Haimen, Bistum Shanghai, Bistum Soochow, Bistum Süchow
15. Kirchenprovinz Nanning: Erzbistum Nanning: Bistum Wuchow
16. Kirchenprovinz Peking: Erzbistum Peking: Bistum Ankwo, Bistum Chaohsien, Bistum Chengde, Bistum Chengting, Bistum Kinghsien, Bistum Paoting, Bistum Shunteh, Bistum Sienhsien, Bistum Süanhwa, Bistum Taming, Bistum Tientsin, Bistum Yüngnien, Bistum Yüngping
17. Kirchenprovinz Xi’an: Erzbistum Xi’an: Bistum Chowchich, Bistum Fengsiang, Bistum Hanchung, Bistum Sanyüan, Bistum Yenan
18. Kirchenprovinz Suiyüan: Erzbistum Suiyüan: Bistum Ningsia, Bistum Siwantze, Bistum Tsining
19. Kirchenprovinz Taiyüan: Erzbistum Taiyüan: Bistum Hungtung, Bistum Lu An, Bistum Lüliang, Bistum Shuozhou, Bistum Tatung, Bistum Yuci
20. Kirchenprovinz Tsinan: Erzbistum Tsinan: Bistum Chowtsun, Bistum Ichow, Bistum Tsaochow, Bistum Tsingtao, Bistum Weifang, Bistum Yangku, Bistum Yenchow, Bistum Yentai

##### Cookinseln
Siehe unten: Kirchenprovinz Suva
1. Bistum Rarotonga

##### Costa Rica
- Provinzen:

1. Kirchenprovinz San José de Costa Rica: Erzbistum San José de Costa Rica: Bistum Alajuela, Bistum Cartago, Bistum Ciudad Quesada, Bistum Limón, Bistum Puntarenas, Bistum San Isidro de El General, Bistum Tilarán-Liberia

##### Curaçao
Siehe unten: Kirchenprovinz Port of Spain
1. Bistum Willemstad

#### D

##### Dänemark
- Immediat:

1. Bistum Kopenhagen

##### Deutschland
- Immediat:

1. Militärordinariat

- Provinzen:

1. Kirchenprovinz Bamberg*: Erzbistum Bamberg: Bistum Eichstätt, Bistum Speyer, Bistum Würzburg
2. Kirchenprovinz Berlin: Erzbistum Berlin: Bistum Dresden-Meißen, Bistum Görlitz
3. Kirchenprovinz Freiburg: Erzbistum Freiburg: Bistum Mainz, Bistum Rottenburg-Stuttgart
4. Kirchenprovinz Hamburg: Erzbistum Hamburg: Bistum Hildesheim, Bistum Osnabrück
5. Kirchenprovinz Köln: Erzbistum Köln: Bistum Aachen, Bistum Essen, Bistum Limburg, Bistum Münster, Bistum Trier
6. Kirchenprovinz München und Freising*: Erzbistum München und Freising: Bistum Augsburg, Bistum Passau, Bistum Regensburg
7. Kirchenprovinz Paderborn: Erzbistum Paderborn: Bistum Erfurt, Bistum Fulda, Bistum Magdeburg

Die Bischöfe dieser Provinzen* sind zusätzlich Mitglieder der Freisinger Bischofskonferenz.

##### Dominica
Siehe unten: Kirchenprovinz Castries
1. Bistum Roseau

##### Dominikanische Republik
- Immediat:

1. Militärordinariat

- Provinzen:

1. Kirchenprovinz Santiago de los Caballeros: Erzbistum Santiago de los Caballeros: Bistum La Vega, Bistum Mao-Monte Cristi, Bistum Puerto Plata, Bistum San Francisco de Macorís
2. Kirchenprovinz Santo Domingo: Erzbistum Santo Domingo: Bistum Baní, Bistum Barahona, Bistum Nuestra Señora de la Altagracia en Higüey, Bistum San Juan de la Maguana, Bistum San Pedro de Macorís

##### Dschibuti
- Immediat:

1. Bistum Dschibuti

#### E

##### Ecuador
- Immediat:

1. Militärordinariat
2. Apostolisches Vikariat Aguarico, Apostolisches Vikariat Esmeraldas, Apostolisches Vikariat Galápagos, Apostolisches Vikariat Méndez, Apostolisches Vikariat Napo, Apostolisches Vikariat Puyo, Apostolisches Vikariat San Miguel de Sucumbíos, Apostolisches Vikariat Zamora in Ecuador

- Provinzen:

1. Kirchenprovinz Cuenca: Erzbistum Cuenca: Bistum Azogues, Bistum Loja, Bistum Machala
2. Kirchenprovinz Guayaquil: Erzbistum Guayaquil: Bistum Babahoyo, Bistum Daule, Bistum San Jacinto, Bistum Santa Elena
3. Kirchenprovinz Portoviejo: Erzbistum Portoviejo: Bistum Santo Domingo de los Colorados
4. Kirchenprovinz Quito: Erzbistum Quito: Bistum Ambato, Bistum Guaranda, Bistum Ibarra, Bistum Latacunga, Bistum Riobamba, Bistum Tulcán

##### Elfenbeinküste
- Provinzen:

1. Kirchenprovinz Abidjan: Erzbistum Abidjan: Bistum Grand-Bassam, Bistum Yopougon, Bistum Agboville
2. Kirchenprovinz Bouaké: Erzbistum Bouaké: Bistum Abengourou, Bistum Bondoukou, Bistum Yamoussoukro
3. Kirchenprovinz Gagnoa: Erzbistum Gagnoa: Bistum Daloa, Bistum Man, Bistum San Pedro-en-Côte d’Ivoire
4. Kirchenprovinz Korhogo: Erzbistum Korhogo: Bistum Katiola, Bistum Odienné

##### El Salvador
- Immediat:

1. Militärordinariat

- Provinzen:

1. Kirchenprovinz San Salvador: Erzbistum San Salvador: Bistum Chalatenango, Bistum San Miguel, Bistum Santa Ana, Bistum Santiago de María, Bistum San Vicente, Bistum Sonsonate, Bistum Zacatecoluca

##### Eritrea
Siehe auchEritreisch-katholische Kirche

##### Estland
- Immediat:

1. Bistum Tallinn

#### F

##### Falklandinseln
- Immediat:

1. Apostolische Präfektur Falklandinseln oder Malwinen

##### Färöer
Siehe oben: Dänemark
1. Bistum Kopenhagen

##### Fidschi
Siehe unten: Kirchenprovinz Suva
1. Erzbistum Suva

##### Finnland
- Immediat:

1. Bistum Helsinki

##### Frankreich
- Immediat:

1. Militärordinariat
2. Erzbistum Straßburg
3. Bistum Metz

- Provinzen:

Kirchenprovinzen in Frankreich

1. Kirchenprovinz Besançon: Erzbistum Besançon: Bistum Belfort-Montbéliard, Bistum Nancy, Bistum Saint-Claude, Bistum Saint-Dié, Bistum Verdun
2. Kirchenprovinz Bordeaux: Erzbistum Bordeaux: Bistum Agen, Bistum Aire und Dax, Bistum Bayonne, Bistum Périgueux
3. Kirchenprovinz Clermont: Erzbistum Clermont: Bistum Le Puy-en-Velay, Bistum Moulins, Bistum Saint-Flour
4. Kirchenprovinz Dijon: Erzbistum Dijon: Bistum Autun, Bistum Nevers, Erzbistum Sens, Territorialprälatur Mission de France o Pontigny
5. Kirchenprovinz Lille: Erzbistum Lille: Bistum Arras, Erzbistum Cambrai
6. Kirchenprovinz Lyon: Erzbistum Lyon: Bistum Annecy, Bistum Belley-Ars, Erzbistum Chambéry, Bistum Grenoble-Vienne, Bistum Saint-Étienne, Bistum Valence, Bistum Viviers
7. Kirchenprovinz Marseille: Erzbistum Marseille: Erzbistum Aix, Bistum Ajaccio, Erzbistum Avignon, Bistum Digne, Bistum Fréjus-Toulon, Bistum Gap, Bistum Nizza
8. Kirchenprovinz Montpellier: Erzbistum Montpellier: Bistum Carcassonne-Narbonne, Bistum Mende, Bistum Nîmes, Bistum Perpignan-Elne
9. Kirchenprovinz Paris: Erzbistum Paris: Bistum Créteil, Bistum Évry-Corbeil-Essonnes, Bistum Meaux, Bistum Nanterre, Bistum Pontoise, Bistum Saint-Denis, Bistum Versailles
10. Kirchenprovinz Poitiers: Erzbistum Poitiers: Bistum Angoulême, Bistum La Rochelle-Saintes, Bistum Limoges, Bistum Tulle
11. Kirchenprovinz Reims: Erzbistum Reims: Bistum Amiens, Bistum Beauvais, Bistum Châlons, Bistum Langres, Bistum Soissons, Bistum Troyes
12. Kirchenprovinz Rennes: Erzbistum Rennes: Bistum Angers, Bistum Laval, Bistum Le Mans, Bistum Luçon, Bistum Nantes, Bistum Quimper, Bistum Saint-Brieuc, Bistum Vannes
13. Kirchenprovinz Rouen: Erzbistum Rouen: Bistum Bayeux-Lisieux, Bistum Coutances, Bistum Évreux, Bistum Le Havre, Bistum Sées
14. Kirchenprovinz Toulouse: Erzbistum Toulouse: Erzbistum Albi, Erzbistum Auch, Bistum Cahors, Bistum Montauban, Bistum Pamiers, Bistum Rodez, Bistum Tarbes und Lourdes
15. Kirchenprovinz Tours: Erzbistum Tours: Bistum Blois, Erzbistum Bourges, Bistum Chartres, Bistum Orléans

##### Französisch-Guayana
Siehe unten: Kirchenprovinz Saint-Pierre et Fort-de-France
1. Bistum Cayenne

##### Französisch-Polynesien
1. Kirchenprovinz Papeete: Erzbistum Papeete, Bistum Taiohae o Tefenuaenata

#### G

##### Gabun
- Immediat:

1. Apostolisches Vikariat Makokou

- Provinzen:

1. Kirchenprovinz Libreville: Erzbistum Libreville: Bistum Franceville, Bistum Mouila, Bistum Oyem, Bistum Port-Gentil

##### Gambia
- Immediat:

1. Bistum Banjul

##### Georgien
- Immediat:

1. Apostolische Administratur Kaukasien

##### Ghana
- Immediat:

1. Apostolisches Vikariat Donkorkrom

- Provinzen:

1. Kirchenprovinz Accra: Erzbistum Accra: Bistum Ho, Bistum Jasikan, Bistum Keta-Akatsi, Bistum Koforidua
2. Kirchenprovinz Cape Coast: Erzbistum Cape Coast: Bistum Sekondi-Takoradi, Bistum Wiawso
3. Kirchenprovinz Kumasi: Erzbistum Kumasi: Bistum Goaso, Bistum Konongo-Mampong, Bistum Obuasi, Bistum Sunyani, Bistum Techiman
4. Kirchenprovinz Tamale: Erzbistum Tamale: Bistum Damongo, Bistum Navrongo-Bolgatanga, Bistum Wa, Bistum Yendi

##### Grenada
Siehe unten: Kirchenprovinz Castries
1. Bistum Saint George’s in Grenada

##### Gibraltar
- Immediat:

1. Bistum Gibraltar

##### Griechenland
- Immediat:

1. Erzbistum Athen
2. Erzbistum Rhodos
3. Apostolisches Vikariat Thessaloniki

- Provinzen:

1. Kirchenprovinz Korfu, Zakynthos und Kefalonia: Erzbistum Korfu, Zakynthos und Kefalonia
2. Kirchenprovinz Naxos, Andros, Tinos und Mykonos: Erzbistum Naxos, Andros, Tinos und Mykonos: Bistum Chios, Bistum Kreta, Bistum Santorini, Bistum Syros

##### Grönland
Siehe oben: Dänemark
1. Bistum Kopenhagen

##### Großbritannien und Nordirland
- Immediat:

1. Militärordinariat

###### Großbritannien
England, Wales und Schottland:
- Immediat:

1. Personalordinariat Unserer Lieben Frau von Walsingham

England und Wales:
- Provinzen in England:

1. Kirchenprovinz Birmingham: Erzbistum Birmingham: Bistum Clifton, Bistum Shrewsbury
2. Kirchenprovinz Liverpool: Erzbistum Liverpool: Bistum Hallam, Bistum Hexham und Newcastle, Bistum Lancaster, Bistum Leeds, Bistum Middlesbrough, Bistum Salford
3. Kirchenprovinz Southwark: Erzbistum Southwark: Bistum Arundel und Brighton, Bistum Plymouth, Bistum Portsmouth
4. Kirchenprovinz Westminster: Erzbistum Westminster: Bistum Brentwood, Bistum East Anglia, Bistum Northampton, Bistum Nottingham

- Provinzen in Wales:

1. Kirchenprovinz Cardiff-Menevia: Erzbistum Cardiff-Menevia: Bistum Wrexham

Schottland:
- Provinzen:

1. Kirchenprovinz Glasgow: Erzbistum Glasgow: Bistum Motherwell, Bistum Paisley
2. Kirchenprovinz Saint Andrews und Edinburgh: Erzbistum Saint Andrews und Edinburgh: Bistum Aberdeen, Bistum Argyll and the Isles, Bistum Dunkeld, Bistum Galloway

###### Nordirland
Siehe unten: Kirchenprovinz Armagh
1. Erzbistum Armagh, Bistum Derry, Bistum Down und Connor, Bistum Dromore

##### Guadeloupe
Siehe unten: Kirchenprovinz Saint-Pierre et Fort-de-France
1. Bistum Basse-Terre

##### Guam
Siehe unten: Kirchenprovinz Agaña
1. Erzbistum Agaña

##### Guatemala
- Immediat:

1. Apostolisches Vikariat El Petén, Apostolisches Vikariat Izabal

- Provinzen:

1. Kirchenprovinz Guatemala: Erzbistum Santiago de Guatemala: Bistum Escuintla, Bistum Jalapa, Bistum Jutiapa, Bistum Santa Rosa de Lima, Bistum Verapaz, Cobán, Bistum Zacapa, Territorialprälatur Santo Cristo de Esquipulas
2. Kirchenprovinz Los Altos Quetzaltenango-Totonicapán: Erzbistum Los Altos: Bistum Huehuetenango, Bistum Quiché, Bistum San Marcos, Bistum Sololá-Chimaltenango, Bistum Suchitepéquez-Retalhuleu

##### Guinea
- Provinzen:

1. Kirchenprovinz Conakry: Erzbistum Conakry: Bistum Boké, Bistum Guéckédou, Bistum Kankan, Bistum Nzérékoré

##### Guinea-Bissau
- Immediat:

1. Bistum Bafatá
2. Bistum Bissau

##### Guyana
Siehe unten: Kirchenprovinz Port of Spain
1. Bistum Georgetown

#### H

##### Haiti
- Provinzen:

1. Kirchenprovinz Cap-Haïtien: Erzbistum Cap-Haïtien: Bistum Fort-Liberté, Bistum Hinche, Bistum Les Gonaïves, Bistum Port-de-Paix
2. Kirchenprovinz Port-au-Prince: Erzbistum Port-au-Prince: Bistum Anse-à-Veau et Miragoâne, Bistum Jacmel, Bistum Jérémie, Bistum Les Cayes

##### Honduras
- Provinzen:

1. Kirchenprovinz Tegucigalpa: Erzbistum Tegucigalpa: Bistum Choluteca, Bistum Comayagua, Bistum Danlí, Bistum Juticalpa
2. Kirchenprovinz San Pedro Sula: Erzbistum San Pedro Sula: Bistum La Ceiba, Bistum Santa Rosa de Copán, Bistum Trujillo, Bistum Yoro

#### I

##### Indien
- Provinzen:

1. Kirchenprovinz Agra: Erzbistum Agra: Bistum Ajmer, Bistum Allahabad, Bistum Bareilly, Bistum Jaipur, Bistum Jhansi, Bistum Lucknow, Bistum Meerut, Bistum Udaipur, Bistum Varanasi
2. Kirchenprovinz Bangalore: Erzbistum Bangalore: Bistum Belgaum, Bistum Bellary, Bistum Chikmagalur, Bistum Gulbarga, Bistum Karwar, Bistum Mangalore, Bistum Mysore, Bistum Shimoga, Bistum Udupi
3. Kirchenprovinz Bhopal: Erzbistum Bhopal: Bistum Gwalior, Bistum Indore, Bistum Jabalpur, Bistum Jhabua, Bistum Khandwa
4. Kirchenprovinz Bombay: Erzbistum Bombay: Bistum Nashik, Bistum Poona, Bistum Vasai
5. Kichenprovinz Calicut: Erzbistum Calicut: Bistum Kannur, Bistum Sultanpet
6. Kirchenprovinz Cuttack-Bhubaneswar: Erzbistum Cuttack-Bhubaneswar: Bistum Balasore, Bistum Berhampur, Bistum Rayagada, Bistum Rourkela, Bistum Sambalpur
7. Kirchenprovinz Delhi: Erzbistum Delhi: Bistum Jammu-Srinagar, Bistum Jalandhar, Bistum Simla und Chandigarh
8. Kirchenprovinz Gandhinagar: Erzbistum Gandhinagar: Bistum Ahmedabad, Bistum Baroda
9. Kirchenprovinz Guwahati: Erzbistum Guwahati: Bistum Bongaigaon, Bistum Dibrugarh, Bistum Diphu, Bistum Itanagar, Bistum Miao, Bistum Tezpur
10. Kirchenprovinz Goa und Daman: Erzbistum Goa und Daman: Bistum Sindhudurg
11. Kirchenprovinz Hyderabad: Erzbistum Hyderabad: Bistum Cuddapah, Bistum Khammam, Bistum Kurnool, Bistum Nalgonda, Bistum Warangal
12. Kirchenprovinz Imphal: Erzbistum Imphal: Bistum Kohima
13. Kirchenprovinz Kalkutta: Erzbistum Kalkutta: Bistum Asansol, Bistum Bagdogra, Bistum Baruipur, Bistum Darjeeling, Bistum Jalpaiguri, Bistum Krishnagar, Bistum Raiganj
14. Kirchenprovinz Madras-Mylapore: Erzbistum Madras-Mylapore: Bistum Chingleput, Bistum Coimbatore, Bistum Ootacamund, Bistum Vellore
15. Kirchenprovinz Madurai: Erzbistum Madurai: Bistum Dindigul, Bistum Kottar, Bistum Kuzhithurai, Bistum Palayamkottai, Bistum Sivagangai, Bistum Tiruchirappalli, Bistum Tuticorin
16. Kirchenprovinz Nagpur: Erzbistum Nagpur: Bistum Amravati, Bistum Aurangabad
17. Kirchenprovinz Patna: Erzbistum Patna: Bistum Bettiah, Bistum Bhagalpur, Bistum Buxar, Bistum Muzaffarpur, Bistum Purnea
18. Kirchenprovinz Pondicherry und Cuddalore: Erzbistum Pondicherry und Cuddalore: Bistum Dharmapuri, Bistum Kumbakonam, Bistum Salem, Bistum Tanjore
19. Kirchenprovinz Raipur: Erzbistum Raipur: Bistum Ambikapur, Bistum Jashpur, Bistum Raigarh
20. Kirchenprovinz Ranchi: Erzbistum Ranchi: Bistum Daltonganj, Bistum Dumka, Bistum Gumla, Bistum Hazaribag, Bistum Jamshedpur, Bistum Khunti, Bistum Port Blair, Bistum Simdega
21. Kirchenprovinz Shillong: Erzbistum Shillong: Bistum Agartala, Bistum Aizawl, Bistum Jowai, Bistum Nongstoin, Bistum Tura
22. Kirchenprovinz Trivandrum: Erzbistum Trivandrum: Bistum Alleppey, Bistum Neyyattinkara, Bistum Punalur, Bistum Quilon
23. Kirchenprovinz Verapoly: Erzbistum Verapoly: Bistum Cochin, Bistum Kottapuram, Bistum Vijayapuram
24. Kirchenprovinz Visakhapatnam: Erzbistum Visakhapatnam: Bistum Eluru, Bistum Guntur, Bistum Nellore, Bistum Srikakulam, Bistum Vijayawada

##### Indonesien
- Immediat:

1. Militärordinariat

- Provinzen:

1. Kirchenprovinz Ende: Erzbistum Ende: Bistum Denpasar, Bistum Larantuka, Bistum Maumere, Bistum Ruteng
2. Kirchenprovinz Jakarta: Erzbistum Jakarta: Bistum Bandung, Bistum Bogor
3. Kirchenprovinz Kupang: Erzbistum Kupang: Bistum Atambua, Bistum Weetebula
4. Kirchenprovinz Makassar: Erzbistum Makassar: Bistum Amboina, Bistum Manado
5. Kirchenprovinz Medan: Erzbistum Medan: Bistum Padang, Bistum Sibolga
6. Kirchenprovinz Merauke: Erzbistum Merauke: Bistum Agats, Bistum Jayapura, Bistum Manokwari-Sorong, Bistum Timika
7. Kirchenprovinz Palembang: Erzbistum Palembang: Bistum Pangkal-Pinang, Bistum Tanjungkarang
8. Kirchenprovinz Pontianak: Erzbistum Pontianak: Bistum Ketapang, Bistum Sanggau, Bistum Sintang
9. Kirchenprovinz Samarinda: Erzbistum Samarinda: Bistum Banjarmasin, Bistum Palangkaraya, Bistum Tanjung Selor
10. Kirchenprovinz Semarang: Erzbistum Semarang: Bistum Malang, Bistum Purwokerto, Bistum Surabaya

##### Insel Man
Siehe oben: Kirchenprovinz Liverpool
1. Erzbistum Liverpool

##### Irak
- Immediat:

1. Erzbistum Bagdad

##### Iran
- Immediat:

1. Erzbistum Teheran-Isfahan

##### Irland (Insel)
- Provinzen:

1. Kirchenprovinz Armagh: Erzbistum Armagh: Bistum Ardagh, Bistum Clogher, Bistum Derry, Bistum Down und Connor, Bistum Dromore, Bistum Kilmore, Bistum Meath, Bistum Raphoe
2. Kirchenprovinz Cashel: Erzbistum Cashel und Emly: Bistum Cloyne, Bistum Cork und Ross, Bistum Kerry, Bistum Killaloe, Bistum Limerick, Bistum Waterford und Lismore
3. Kirchenprovinz Dublin: Erzbistum Dublin: Bistum Ferns, Bistum Kildare und Leighlin, Bistum Ossory
4. Kirchenprovinz Tuam: Erzbistum Tuam: Bistum Achonry, Bistum Clonfert, Bistum Elphin, Bistum Galway und Kilmacduagh, Bistum Killala

##### Island
- Immediat:

1. Bistum Reykjavík

##### Israel
- Immediat:

1. Lateinisches Patriarchat von Jerusalem

##### Italien

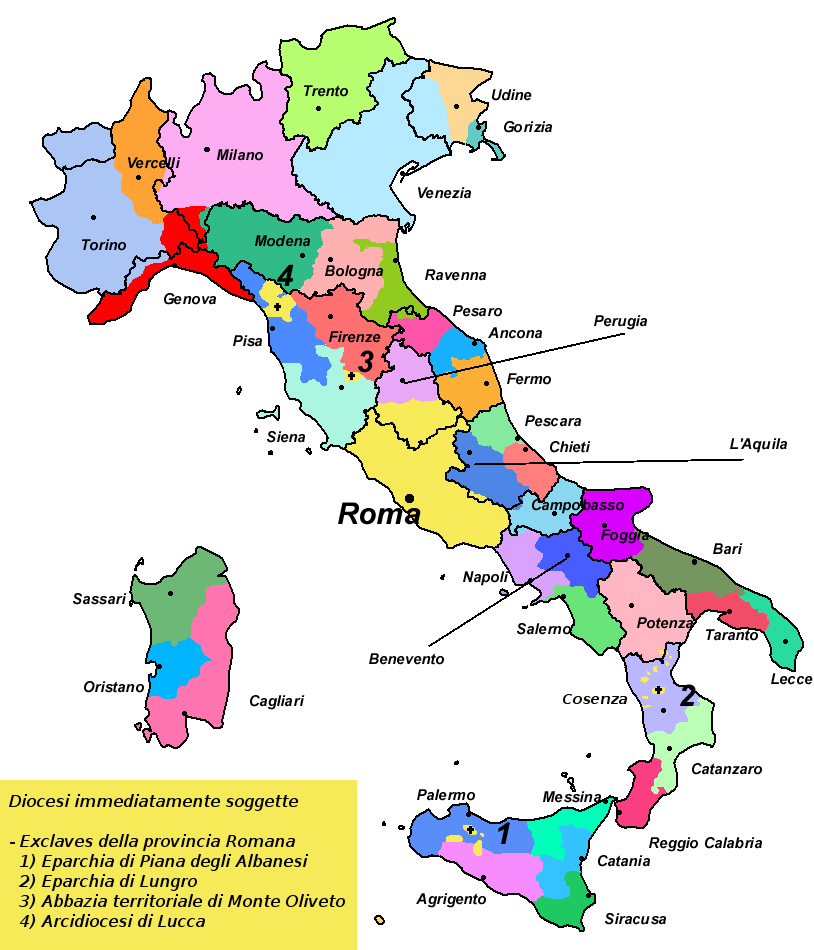
Kirchenprovinzen in Italien

###### Immediat
1. Militärordinariat
2. Personalprälatur Opus Dei

###### Regionen
Kirchenregion Abruzzen-Molise:

Provinzen:
1. Kirchenprovinz Campobasso-Boiano: Erzbistum Campobasso-Boiano: Bistum Isernia-Venafro, Bistum Termoli-Larino, Bistum Trivento
2. Kirchenprovinz Chieti-Vasto: Erzbistum Chieti-Vasto: Erzbistum Lanciano-Ortona
3. Kirchenprovinz L’Aquila: Erzbistum L’Aquila: Bistum Avezzano, Bistum Sulmona-Valva
4. Kirchenprovinz Pescara-Penne: Erzbistum Pescara-Penne: Bistum Teramo-Atri

Kirchenregion Apulien:

Provinzen:
1. Kirchenprovinz Bari-Bitonto: Erzbistum Bari-Bitonto: Bistum Altamura-Gravina-Acquaviva delle Fonti, Bistum Andria, Bistum Conversano-Monopoli, Bistum Molfetta-Ruvo-Giovinazzo-Terlizzi, Erzbistum Trani-Barletta-Bisceglie
2. Kirchenprovinz Foggia-Bovino: Erzbistum Foggia-Bovino: Bistum Cerignola-Ascoli Satriano, Bistum Lucera-Troia, Erzbistum Manfredonia-Vieste-San Giovanni Rotondo, Bistum San Severo
3. Kirchenprovinz Lecce: Erzbistum Lecce: Erzbistum Brindisi-Ostuni, Bistum Nardò-Gallipoli, Erzbistum Otranto, Bistum Ugento-Santa Maria di Leuca
4. Kirchenprovinz Tarent: Erzbistum Tarent: Bistum Castellaneta, Bistum Oria

Kirchenregion Basilikata:

Provinzen:
1. Kirchenprovinz Potenza-Muro Lucano-Marsico Nuovo: Erzbistum Potenza-Muro Lucano-Marsico Nuovo: Erzbistum Acerenza, Erzbistum Matera-Irsina, Bistum Melfi-Rapolla-Venosa, Bistum Tricarico, Bistum Tursi-Lagonegro

Kirchenregion Emilia-Romagna:

Provinzen:
1. Kirchenprovinz Bologna: Erzbistum Bologna: Bistum Faenza-Modigliana, Erzbistum Ferrara-Comacchio, Bistum Imola
2. Kirchenprovinz Modena-Nonantola: Erzbistum Modena-Nonantola: Bistum Carpi, Bistum Fidenza, Bistum Parma, Bistum Piacenza-Bobbio, Bistum Reggio Emilia-Guastalla
3. Kirchenprovinz Ravenna-Cervia: Erzbistum Ravenna-Cervia: Bistum Cesena-Sarsina, Bistum Forlì-Bertinoro, Bistum Rimini, Bistum San Marino-Montefeltro

Kirchenregion Kalabrien:

Immediat:
1. Eparchie Lungro

Provinzen:
1. Kirchenprovinz Catanzaro-Squillace: Erzbistum Catanzaro-Squillace: Erzbistum Crotone-Santa Severina, Bistum Lamezia Terme
2. Kirchenprovinz Cosenza-Bisignano: Erzbistum Cosenza-Bisignano: Bistum Cassano all’Jonio, Erzbistum Rossano-Cariati, Bistum San Marco Argentano-Scalea
3. Kirchenprovinz Reggio Calabria-Bova: Erzbistum Reggio Calabria-Bova: Bistum Locri-Gerace, Bistum Mileto-Nicotera-Tropea, Bistum Oppido Mamertina-Palmi

Kirchenregion Kampanien:

Provinzen:
1. Kirchenprovinz Benevent: Erzbistum Benevent: Bistum Ariano Irpino-Lacedonia, Bistum Avellino, Bistum Cerreto Sannita-Telese-Sant’Agata de’ Goti, Territorialabtei Montevergine, Erzbistum Sant’Angelo dei Lombardi-Conza-Nusco-Bisaccia
2. Kirchenprovinz Neapel: Erzbistum Neapel: Bistum Acerra, Bistum Alife-Caiazzo, Bistum Aversa, Erzbistum Capua, Bistum Caserta, Bistum Ischia, Bistum Nola, Bistum Pozzuoli, Bistum Sessa Aurunca, Erzbistum Sorrento-Castellammare di Stabia, Bistum Teano-Calvi; Territorialprälatur Pompei o Beatissima Vergine Maria del Santissimo Rosario
3. Kirchenprovinz Salerno-Campagna-Acerno: Erzbistum Salerno-Campagna-Acerno: Erzbistum Amalfi-Cava de’ Tirreni, Bistum Nocera Inferiore-Sarno, Territorialabtei Santissima Trinità di Cava de’ Tirreni, Bistum Teggiano-Policastro, Bistum Vallo della Lucania

Kirchenregion Latium:

Immediat:
1. Erzbistum Gaeta
2. Bistum Anagni-Alatri, Bistum Civita Castellana, Bistum Civitavecchia-Tarquinia, Bistum Frosinone-Veroli-Ferentino, Bistum Latina-Terracina-Sezze-Priverno, Bistum Rieti, Bistum Sora-Cassino-Aquino-Pontecorvo, Bistum Tivoli, Bistum Viterbo
3. Territorialabtei Santa Maria di Grottaferrata, Territorialabtei Subiaco

Provinzen:
1. Kirchenprovinz Rom: Bistum Rom + Suburbikarische Bistümer: Bistum Albano, Bistum Frascati, Bistum Ostia, Bistum Palestrina, Bistum Porto-Santa Rufina, Bistum Sabina-Poggio Mirteto, Bistum Velletri-Segni

Kirchenregion Ligurien:

Provinzen:
1. Kirchenprovinz Genua: Erzbistum Genua: Bistum Albenga-Imperia, Bistum Chiavari, Bistum La Spezia-Sarzana-Brugnato, Bistum Savona-Noli, Bistum Tortona, Bistum Ventimiglia-Sanremo

Kirchenregion Lombardei:

Provinzen:
1. Kirchenprovinz Mailand: Erzbistum Mailand: Bistum Bergamo, Bistum Brescia, Bistum Como, Bistum Crema, Bistum Cremona, Bistum Lodi, Bistum Mantua, Bistum Pavia, Bistum Vigevano

Kirchenregion Marken:

Provinzen:
1. Kirchenprovinz Ancona-Osimo: Erzbistum Ancona-Osimo: Bistum Fabriano-Matelica, Bistum Jesi, Bistum Senigallia, Territorialprälatur Loreto
2. Kirchenprovinz Fermo: Erzbistum Fermo: Bistum Ascoli Piceno, Erzbistum Camerino-San Severino Marche, Bistum Macerata, Bistum San Benedetto del Tronto-Ripatransone-Montalto
3. Kirchenprovinz Pesaro: Erzbistum Pesaro: Bistum Fano-Fossombrone-Cagli-Pergola, Erzbistum Urbino-Urbania-Sant’Angelo in Vado

Kirchenregion Piemont:

Provinzen:
1. Kirchenprovinz Turin: Erzbistum Turin: Bistum Acqui, Bistum Alba, Bistum Aosta, Bistum Asti, Bistum Cuneo-Fossano, Bistum Ivrea, Bistum Mondovì, Bistum Pinerolo, Bistum Saluzzo, Bistum Susa
2. Kirchenprovinz Vercelli: Erzbistum Vercelli: Bistum Alessandria, Bistum Biella, Bistum Casale Monferrato, Bistum Novara

Kirchenregion Sardinien:

Provinzen:
1. Kirchenprovinz Cagliari: Erzbistum Cagliari: Bistum Iglesias, Bistum Lanusei, Bistum Nuoro
2. Kirchenprovinz Oristano: Erzbistum Oristano: Bistum Ales-Terralba
3. Kirchenprovinz Sassari: Erzbistum Sassari: Bistum Alghero-Bosa, Bistum Ozieri, Bistum Tempio-Ampurias

Kirchenregion Sizilien:

Immediat:
1. Eparchie Piana degli Albanesi

Provinzen:
1. Kirchenprovinz Agrigent: Erzbistum Agrigent: Bistum Caltanissetta, Bistum Piazza Armerina
2. Kirchenprovinz Catania: Erzbistum Catania: Bistum Acireale, Bistum Caltagirone
3. Kirchenprovinz Messina-Lipari-Santa Lucia del Mela: Erzbistum Messina-Lipari-Santa Lucia del Mela: Bistum Nicosia, Bistum Patti
4. Kirchenprovinz Palermo: Erzbistum Palermo: Bistum Cefalù, Bistum Mazara del Vallo, Erzbistum Monreale, Bistum Trapani
5. Kirchenprovinz Syrakus: Erzbistum Syrakus: Bistum Noto, Bistum Ragusa

Kirchenregion Toskana:

Immediat:
1. Erzbistum Lucca
2. Territorialabtei Monte Oliveto Maggiore

Provinzen:
1. Kirchenprovinz Florenz: Erzbistum Florenz: Bistum Arezzo-Cortona-Sansepolcro, Bistum Fiesole, Bistum Pistoia, Bistum Prato, Bistum San Miniato
2. Kirchenprovinz Pisa: Erzbistum Pisa: Bistum Livorno, Bistum Massa Carrara-Pontremoli, Bistum Pescia, Bistum Volterra
3. Kirchenprovinz Siena-Colle di Val d’Elsa-Montalcino: Erzbistum Siena-Colle di Val d’Elsa-Montalcino: Bistum Grosseto, Bistum Massa Marittima-Piombino, Bistum Montepulciano-Chiusi-Pienza, Bistum Pitigliano-Sovana-Orbetello

Kirchenregion Triveneto:

Provinzen:
1. Kirchenprovinz Görz: Erzbistum Görz: Bistum Triest
2. Kirchenprovinz Trient: Erzbistum Trient: Bistum Bozen-Brixen
3. Kirchenprovinz Udine: Erzbistum Udine
4. Kirchenprovinz Venedig: Patriarchat von Venedig: Bistum Adria-Rovigo, Bistum Belluno-Feltre, Bistum Chioggia, Bistum Concordia-Pordenone, Bistum Padua, Bistum Treviso, Bistum Verona, Bistum Vicenza, Bistum Vittorio Veneto

Kirchenregion Umbrien:

Immediat:
1. Erzbistum Spoleto-Norcia
2. Bistum Orvieto-Todi
3. Bistum Terni-Narni-Amelia

Provinzen:
1. Kirchenprovinz Perugia-Città della Pieve: Erzbistum Perugia-Città della Pieve: Bistum Assisi-Nocera Umbra-Gualdo Tadino, Bistum Città di Castello, Bistum Foligno, Bistum Gubbio

#### J

##### Jamaika
Siehe unten: Kirchenprovinz Kingston
1. Erzbistum Kingston in Jamaika
2. Bistum Mandeville
3. Bistum Montego Bay

##### Japan
- Provinzen:

1. Kirchenprovinz Nagasaki: Erzbistum Nagasaki: Bistum Fukuoka, Bistum Kagoshima, Bistum Naha, Bistum Oita
2. Kirchenprovinz Osaka: Erzbistum Osaka-Takamatsu: Bistum Hiroshima, Bistum Kyōto, Bistum Nagoya
3. Kirchenprovinz Tokio: Erzbistum Tokio: Bistum Niigata, Bistum Saitama, Bistum Sapporo, Bistum Sendai, Bistum Yokohama

##### Jemen
Siehe oben: Arabien
1. Apostolisches Vikariat Südliches Arabien

##### Jordanien
- Immediat:

1. Lateinisches Patriarchat von Jerusalem

#### K

##### Kaimaninseln
Siehe unten: Kirchenprovinz Kingston in Jamaika
1. Mission sui juris Kaimaninseln

##### Kambodscha
- Immediat:

1. Apostolisches Vikariat Phnom-Penh
2. Apostolische Präfektur Battambang, Apostolische Präfektur Kompong-Cham

##### Kamerun
- Provinzen:

1. Kirchenprovinz Bamenda: Erzbistum Bamenda: Bistum Buéa, Bistum Kumba, Bistum Kumbo, Bistum Mamfe
2. Kirchenprovinz Bertoua: Erzbistum Bertoua: Bistum Batouri, Bistum Doumé-Abong’ Mbang, Bistum Yokadouma
3. Kirchenprovinz Douala: Erzbistum Douala: Bistum Bafang, Bistum Bafoussam, Bistum Edéa, Bistum Eséka, Bistum Nkongsamba
4. Kirchenprovinz Garoua: Erzbistum Garoua: Bistum Maroua-Mokolo, Bistum Ngaoundéré, Bistum Yagoua
5. Kirchenprovinz Yaoundé: Erzbistum Yaoundé: Bistum Bafia, Bistum Ebolowa, Bistum Kribi, Bistum Mbalmayo, Bistum Obala, Bistum Sangmélima

##### Kanada
- Immediat:

1. Militärordinariat
2. Erzbistum Winnipeg

- Provinzen:

Lage der römisch-katholischen Kirchenprovinzen in Kanada

1. Kirchenprovinz Edmonton: Erzbistum Edmonton: Bistum Calgary, Bistum Saint Paul in Alberta
2. Kirchenprovinz Gatineau: Erzbistum Gatineau: Bistum Amos, Bistum Mont-Laurier, Bistum Rouyn-Noranda
3. Kirchenprovinz Grouard-McLennan: Erzbistum Grouard-McLennan: Bistum Mackenzie-Fort Smith, Bistum Whitehorse
4. Kirchenprovinz Halifax-Yarmouth: Erzbistum Halifax-Yarmouth: Bistum Antigonish, Bistum Charlottetown
5. Kirchenprovinz Keewatin-Le Pas: Erzbistum Keewatin-Le Pas: Bistum Churchill-Baie d’Hudson
6. Kirchenprovinz Kingston: Erzbistum Kingston: Bistum Peterborough, Bistum Sault Sainte Marie
7. Kirchenprovinz Moncton: Erzbistum Moncton: Bistum Bathurst, Bistum Edmundston, Bistum Saint John, New Brunswick
8. Kirchenprovinz Montréal: Erzbistum Montréal: Bistum Joliette, Bistum Saint-Jean-Longueuil, Bistum Saint-Jérôme-Mont-Laurier, Bistum Valleyfield
9. Kirchenprovinz Ottawa-Cornwall: Erzbistum Ottawa-Cornwall: Bistum Hearst-Moosonee, Bistum Pembroke, Bistum Timmins
10. Kirchenprovinz Québec: Erzbistum Québec: Bistum Chicoutimi, Bistum Sainte-Anne-de-la-Pocatière, Bistum Trois Rivières
11. Kirchenprovinz Regina: Erzbistum Regina: Bistum Prince-Albert, Bistum Saskatoon
12. Kirchenprovinz Rimouski: Erzbistum Rimouski: Bistum Baie-Comeau, Bistum Gaspé
13. Kirchenprovinz Saint-Boniface: Erzbistum Saint-Boniface
14. Kirchenprovinz Saint John’s, Neufundland: Erzbistum Saint John’s, Neufundland: Bistum Grand Falls, Bistum Corner Brook und Labrador
15. Kirchenprovinz Sherbrooke: Erzbistum Sherbrooke: Bistum Nicolet, Bistum Saint-Hyacinthe
16. Kirchenprovinz Toronto: Erzbistum Toronto: Bistum Hamilton, Bistum London, Bistum Saint Catharines, Bistum Thunder Bay
17. Kirchenprovinz Vancouver: Erzbistum Vancouver: Bistum Kamloops, Bistum Nelson, Bistum Prince George, Bistum Victoria

##### Kanalinseln
Siehe oben: Kirchenprovinz Southwark
1. Bistum Portsmouth

##### Kap Verde
- Immediat:

1. Bistum Mindelo
2. Bistum Santiago de Cabo Verde

##### Kasachstan
- Provinzen:

1. Kirchenprovinz der Allerheiligsten Jungfrau Maria zu Astana: Erzbistum der Allerheiligsten Jungfrau Maria zu Astana: Bistum Allerheiligste Dreifaltigkeit zu Almaty, Bistum Karaganda, Apostolische Administratur Atyrau

##### Katar
Siehe oben: Arabien
1. Apostolisches Vikariat Nördliches Arabien

##### Kenia
- Immediat:

1. Militärordinariat

- Provinzen:

1. Kirchenprovinz Kisumu: Erzbistum Kisumu: Bistum Bungoma, Bistum Eldoret, Bistum Homa Bay, Bistum Kakamega, Bistum Kapsabet, Bistum Kisii, Bistum Kitale, Bistum Lodwar
2. Kirchenprovinz Mombasa: Erzbistum Mombasa: Bistum Garissa, Bistum Malindi
3. Kirchenprovinz Nairobi: Erzbistum Nairobi: Bistum Kericho, Bistum Kitui, Bistum Machakos, Bistum Nakuru, Bistum Ngong, Bistum Wote
4. Kirchenprovinz Nyeri: Erzbistum Nyeri: Bistum Embu, Bistum Isiolo, Bistum Maralal, Bistum Marsabit, Bistum Meru, Bistum Muranga, Bistum Nyahururu

##### Kirgisistan
- Immediat:

1. Apostolische Administratur Kirgisistan

##### Kiribati
Siehe unten: Kirchenprovinz Suva
1. Bistum Tarawa und Nauru

##### Kolumbien
- Immediat:

1. Militärordinariat
2. Apostolisches Vikariat Guapi, Apostolisches Vikariat Inírida, Apostolisches Vikariat Leticia, Apostolisches Vikariat Mitú, Apostolisches Vikariat Puerto Carreño, Apostolisches Vikariat Puerto Gaitán, Apostolisches Vikariat Puerto Leguízamo-Solano, Apostolisches Vikariat San Andrés y Providencia, Apostolisches Vikariat Tierradentro, Apostolisches Vikariat Trinidad

- Provinzen:

1. Kirchenprovinz Barranquilla: Erzbistum Barranquilla: Bistum El Banco, Bistum Riohacha, Bistum Santa Marta, Bistum Valledupar
2. Kirchenprovinz Bogotá: Erzbistum Bogotá: Bistum Engativá, Bistum Facatativá, Bistum Fontibón, Bistum Girardot, Bistum Soacha, Bistum Zipaquirá
3. Kirchenprovinz Bucaramanga: Erzbistum Bucaramanga: Bistum Barrancabermeja, Bistum Málaga-Soatá, Bistum Socorro y San Gil, Bistum Vélez
4. Kirchenprovinz Cali: Erzbistum Cali: Bistum Buenaventura, Bistum Buga, Bistum Cartago, Bistum Palmira
5. Kirchenprovinz Cartagena: Erzbistum Cartagena: Bistum Magangué, Bistum Montelíbano, Bistum Montería, Bistum Sincelejo
6. Kirchenprovinz Florencia: Erzbistum Florencia: Bistum Mocoa-Sibundoy, Bistum San Vicente del Caguán
7. Kirchenprovinz Ibagué: Erzbistum Ibagué: Bistum Espinal, Bistum Garzón, Bistum Líbano-Honda, Bistum Neiva
8. Kirchenprovinz Manizales: Erzbistum Manizales: Bistum Armenia, Bistum La Dorada-Guaduas, Bistum Pereira
9. Kirchenprovinz Medellín: Erzbistum Medellín: Bistum Caldas, Bistum Girardota, Bistum Jericó, Bistum Sonsón-Rionegro
10. Kirchenprovinz Nueva Pamplona: Erzbistum Nueva Pamplona: Bistum Arauca, Bistum Cúcuta, Bistum Ocaña, Bistum Tibú
11. Kirchenprovinz Popayán: Erzbistum Popayán: Bistum Ipiales, Bistum Pasto, Bistum Tumaco
12. Kirchenprovinz Santa Fe de Antioquia: Erzbistum Santa Fe de Antioquia: Bistum Apartadó, Bistum Istmina-Tadó, Bistum Quibdó, Bistum Santa Rosa de Osos
13. Kirchenprovinz Tunja: Erzbistum Tunja: Bistum Chiquinquirá, Bistum Duitama-Sogamoso, Bistum Garagoa, Bistum Yopal
14. Kirchenprovinz Villavicencio: Erzbistum Villavicencio: Bistum Granada en Colombia, Bistum San José del Guaviare

##### Komoren
- Immediat:

1. Apostolisches Vikariat Archipel der Komoren

##### Kongo, Demokratische Republik
- Provinzen:

1. Kirchenprovinz Bukavu: Erzbistum Bukavu: Bistum Butembo-Beni, Bistum Goma, Bistum Kasongo, Bistum Kindu, Bistum Uvira
2. Kirchenprovinz Kananga: Erzbistum Kananga: Bistum Kabinda, Bistum Kole, Bistum Luebo, Bistum Luiza, Bistum Mbujimayi, Bistum Mweka, Bistum Tshilomba, Bistum Tshumbe
3. Kirchenprovinz Kinshasa: Erzbistum Kinshasa: Bistum Boma, Bistum Idiofa, Bistum Inongo, Bistum Kenge, Bistum Kikwit, Bistum Kisantu, Bistum Matadi, Bistum Popokabaka
4. Kirchenprovinz Kisangani: Erzbistum Kisangani: Bistum Bondo, Bistum Bunia, Bistum Buta, Bistum Doruma-Dungu, Bistum Isangi, Bistum Isiro-Niangara, Bistum Mahagi-Nioka, Bistum Wamba
5. Kirchenprovinz Lubumbashi: Erzbistum Lubumbashi: Bistum Kalemie-Kirungu, Bistum Kamina, Bistum Kilwa-Kasenga, Bistum Kolwezi, Bistum Kongolo, Bistum Manono, Bistum Sakania-Kipushi
6. Kirchenprovinz Mbandaka-Bikoro: Erzbistum Mbandaka-Bikoro: Bistum Basankusu, Bistum Bokungu-Ikela, Bistum Budjala, Bistum Lisala, Bistum Lolo, Bistum Molegbe

##### Kongo, Republik
- Provinzen:

1. Kirchenprovinz Brazzaville: Erzbistum Brazzaville: Bistum Gamboma, Bistum Kinkala
2. Kirchenprovinz Pointe-Noire: Erzbistum Pointe-Noire: Bistum Dolisie, Bistum Nkayi
3. Kirchenprovinz Owando: Erzbistum Owando:  Bistum Impfondo, Bistum Ouesso

##### Korea
Nordkorea:
Immediat:
1. Territorialabtei Tokwon

Provinzen:
1. Kirchenprovinz Seoul: Bistum Hamhŭng, Bistum Pjöngjang

Südkorea:
Immediat:
1. Militärordinariat

Provinzen:
1. Kirchenprovinz Gwangju: Erzbistum Gwangju: Bistum Cheju, Bistum Jeonju
2. Kirchenprovinz Seoul: Erzbistum Seoul: Bistum Chuncheon, Bistum Incheon, Bistum Suwon, Bistum Daejeon, Bistum Wonju, Bistum Uijeongbu
3. Kirchenprovinz Daegu: Erzbistum Daegu: Bistum Andong, Bistum Cheongju, Bistum Masan, Bistum Pusan

##### Kosovo
- Immediat:

1. Bistum Prizren-Pristina

##### Kroatien
- Immediat:

1. Militärordinariat
2. Erzbistum Zadar

- Provinzen:

1. Kirchenprovinz Đakovo-Osijek: Erzbistum Đakovo-Osijek: Bistum Požega, Bistum Syrmien (in Serbien)
2. Kirchenprovinz Rijeka: Erzbistum Rijeka: Bistum Gospić-Senj, Bistum Krk, Bistum Poreč-Pula
3. Kirchenprovinz Split-Makarska: Erzbistum Split-Makarska: Bistum Dubrovnik, Bistum Hvar, Bistum Šibenik, Bistum Kotor (in Montenegro)
4. Kirchenprovinz Zagreb: Erzbistum Zagreb: Bistum Varaždin, Bistum Bjelovar-Križevci, Bistum Sisak, Bistum Križevci (griechisch-katholisch)

##### Kuba
- Provinzen:

1. Kirchenprovinz Camagüey: Erzbistum Camagüey: Bistum Ciego de Ávila, Bistum Cienfuegos, Bistum Santa Clara
2. Kirchenprovinz San Cristóbal de la Habana: Erzbistum San Cristóbal de la Habana: Bistum Matanzas, Bistum Pinar del Río
3. Kirchenprovinz Santiago de Cuba: Erzbistum Santiago de Cuba: Bistum Guantánamo-Baracoa, Bistum Holguín, Bistum Santísimo Salvador de Bayamo y Manzanillo

##### Kuwait
Siehe oben: Arabien
1. Apostolisches Vikariat Nördliches Arabien

#### L

##### Laos
- Immediat:

1. Apostolisches Vikariat Luang Prabang, Apostolisches Vikariat Paksé, Apostolisches Vikariat Savannakhet, Apostolisches Vikariat Vientiane

##### Lesotho
- Provinzen:

1. Kirchenprovinz Maseru: Erzbistum Maseru: Bistum Leribe, Bistum Mohale’s Hoek, Bistum Qacha’s Nek

##### Lettland
- Provinzen:

1. Kirchenprovinz Riga: Erzbistum Riga: Bistum Jelgava, Bistum Liepāja, Bistum Rēzekne-Aglona

##### Libanon
- Immediat:

1. Apostolisches Vikariat Beirut

##### Liberia
- Provinzen:

1. Kirchenprovinz Monrovia: Erzbistum Monrovia: Bistum Cape Palmas, Bistum Gbarnga

##### Libyen
- Immediat:

1. Apostolisches Vikariat Benghazi, Apostolisches Vikariat Derna, Apostolisches Vikariat Tripolis
2. Apostolische Präfektur Misurata

##### Liechtenstein
- Immediat:

1. Erzbistum Vaduz

##### Litauen
- Immediat:

1. Militärordinariat

- Provinzen:

1. Kirchenprovinz Kaunas: Erzbistum Kaunas: Bistum Šiauliai, Bistum Telšiai, Bistum Vilkaviškis
2. Kirchenprovinz Vilnius: Erzbistum Vilnius: Bistum Kaišiadorys, Bistum Panevėžys

##### Luxemburg
- Immediat:

1. Erzbistum Luxemburg

#### M

##### Madagaskar
- Provinzen:

1. Kirchenprovinz Antananarivo: Erzbistum Antananarivo: Bistum Antsirabé, Bistum Maintirano, Bistum Miarinarivo, Bistum Tsiroanomandidy
2. Kirchenprovinz Antsiranana: Erzbistum Antsiranana: Bistum Ambanja, Bistum Mahajanga, Bistum Port-Bergé
3. Kirchenprovinz Fianarantsoa: Erzbistum Fianarantsoa: Bistum Ambositra, Bistum Farafangana, Bistum Ihosy, Bistum Mananjary
4. Kirchenprovinz Toamasina: Erzbistum Toamasina: Bistum Ambatondrazaka, Bistum Fenoarivo Atsinanana, Bistum Moramanga
5. Kirchenprovinz Toliara: Erzbistum Toliara: Bistum Morombe, Bistum Morondava, Bistum Tôlagnaro

##### Malawi
- Provinzen:

1. Kirchenprovinz Blantyre: Erzbistum Blantyre: Bistum Chikwawa, Bistum Mangochi, Bistum Zomba
2. Kirchenprovinz Lilongwe: Erzbistum Lilongwe: Bistum Dedza, Bistum Karonga, Bistum Mzuzu

##### Malaysia
- Provinzen:

1. Kirchenprovinz Kota Kinabalu: Erzbistum Kota Kinabalu: Bistum Keningau, Bistum Sandakan
2. Kirchenprovinz Kuala Lumpur: Erzbistum Kuala Lumpur: Bistum Melaka-Johor, Bistum Penang
3. Kirchenprovinz Kuching: Erzbistum Kuching: Bistum Miri, Bistum Sibu

##### Malediven
Siehe unten: Kirchenprovinz Colombo
1. Erzbistum Colombo

##### Mali
- Provinzen:

1. Kirchenprovinz Bamako: Erzbistum Bamako: Bistum Kayes, Bistum Mopti, Bistum San, Bistum Ségou, Bistum Sikasso

##### Malta
- Provinzen:

1. Kirchenprovinz Malta: Erzbistum Malta: Bistum Gozo

##### Marokko
- Immediat:

1. Erzbistum Rabat
2. Erzbistum Tanger

##### Marshall-Inseln
Siehe unten: Kirchenprovinz Agaña
1. Apostolische Präfektur Marshallinseln

##### Martinique
Siehe unten: Kirchenprovinz Saint-Pierre et Fort-de-France
1. Erzbistum Fort-de-France

##### Mauretanien
- Immediat:

1. Bistum Nouakchott

##### Mauritius
- Immediat:

1. Bistum Port-Louis
2. Apostolisches Vikariat Rodrigues

##### Mayotte
Siehe oben: Komoren
1. Apostolisches Vikariat Archipel der Komoren

##### Mexiko
- Provinzen:

1. Kirchenprovinz Acapulco: Erzbistum Acapulco: Bistum Chilpancingo-Chilapa, Bistum Ciudad Altamirano, Bistum Tlapa
2. Kirchenprovinz Antequera: Erzbistum Antequera: Bistum Puerto Escondido, Bistum Tehuantepec, Bistum Tuxtepec, Territorialprälatur Huautla, Territorialprälatur Mixes
3. Kirchenprovinz Chihuahua: Erzbistum Chihuahua: Bistum Ciudad Juárez, Bistum Cuauhtémoc-Madera, Bistum Parral, Bistum Nuevo Casas Grandes, Bistum Tarahumara
4. Kirchenprovinz Durango: Erzbistum Durango: Bistum Gómez Palacio, Bistum Mazatlán, Bistum Torreón, Territorialprälatur El Salto
5. Kirchenprovinz Guadalajara: Erzbistum Guadalajara: Bistum Aguascalientes, Bistum Autlán, Bistum Ciudad Guzmán, Bistum Colima, Bistum San Juan de los Lagos, Bistum Tepic, Territorialprälatur Jesús María del Nayar
6. Kirchenprovinz Hermosillo: Erzbistum Hermosillo: Bistum Ciudad Obregón, Bistum Culiacán, Bistum Nogales
7. Kirchenprovinz Jalapa: Erzbistum Jalapa: Bistum Coatzacoalcos, Bistum Córdoba, Bistum Orizaba, Bistum Papantla, Bistum San Andrés Tuxtla, Bistum Tuxpan, Bistum Veracruz
8. Kirchenprovinz León: Erzbistum León: Bistum Celaya, Bistum Irapuato, Bistum Querétaro
9. Kirchenprovinz Mexiko: Erzbistum Mexiko: Bistum Azcapotzalco, Bistum Iztapalapa, Bistum Xochimilco
10. Kirchenprovinz Monterrey: Erzbistum Monterrey: Bistum Ciudad Victoria, Bistum Linares, Bistum Matamoros, Bistum Nuevo Laredo, Bistum Piedras Negras, Bistum Saltillo, Bistum Tampico
11. Kirchenprovinz Morelia: Erzbistum Morelia: Bistum Apatzingán, Bistum Ciudad Lázaro Cárdenas, Bistum Tacámbaro, Bistum Zamora
12. Kirchenprovinz Puebla de los Ángeles: Erzbistum Puebla de los Ángeles: Bistum Huajuapan de León, Bistum Tehuacán, Bistum Tlaxcala
13. Kirchenprovinz San Luis Potosí: Erzbistum San Luis Potosí: Bistum Ciudad Valles, Bistum Matehuala, Bistum Zacatecas
14. Kirchenprovinz Tijuana: Erzbistum Tijuana: Bistum Ensenada, Bistum La Paz en la Baja California Sur, Bistum Mexicali
15. Kirchenprovinz Tlalnepantla: Erzbistum Tlalnepantla: Bistum Cuautitlán, Bistum Ecatepec, Bistum Izcalli, Bistum Nezahualcóyotl, Bistum Teotihuacan, Bistum Texcoco, Bistum Valle de Chalco
16. Kirchenprovinz Toluca: Erzbistum Toluca: Bistum Atlacomulco, Bistum Cuernavaca, Bistum Tenancingo
17. Kirchenprovinz Tulancingo: Erzbistum Tulancingo: Bistum Huejutla, Bistum Tula
18. Kirchenprovinz Tuxtla Gutiérrez: Erzbistum Tuxtla Gutiérrez: Bistum San Cristóbal de Las Casas, Bistum Tapachula
19. Kirchenprovinz Yucatán: Erzbistum Yucatán: Bistum Campeche, Bistum Cancún-Chetumal, Bistum Tabasco

##### Mikronesien
Siehe unten: Kirchenprovinz Agaña
1. Bistum Karolinen

##### Moldau
- Immediat:

1. Bistum Chișinău

##### Monaco
- Immediat:

1. Erzbistum Monaco

##### Mongolei
- Immediat:

1. Apostolische Präfektur Ulaanbaatar

##### Montenegro
- Immediat:

1. Erzbistum Bar

- Provinzen:

1. Zur Kirchenprovinz Split-Makarska: Bistum Kotor

##### Montserrat
Siehe unten: Kirchenprovinz Castries
1. Diözese St. John’s-Basseterre

##### Mosambik
- Provinzen:

1. Kirchenprovinz Beira: Erzbistum Beira: Bistum Chimoio, Bistum Gurué, Bistum Quelimane, Bistum Tete
2. Kirchenprovinz Maputo: Erzbistum Maputo: Bistum Inhambane, Bistum Xai-Xai
3. Kirchenprovinz Nampula: Erzbistum Nampula: Bistum Alto Molócuè, Bistum Lichinga, Bistum Nacala, Bistum Pemba

##### Myanmar
- Provinzen:

1. Kirchenprovinz Mandalay: Erzbistum Mandalay: Bistum Banmaw, Bistum Hakha, Bistum Kalay, Bistum Lashio, Bistum Mindat, Bistum Myitkyina
2. Kirchenprovinz Taunggyi: Erzbistum Taunggyi: Bistum Kengtung, Bistum Loikaw, Bistum Pekhon, Bistum Taungngu
3. Kirchenprovinz Yangon: Erzbistum Yangon: Bistum Hpa-an, Bistum Mawlamyine, Bistum Pathein, Bistum Pyay

#### N

##### Namibia
- Provinzen:

1. Kirchenprovinz Windhoek: Erzbistum Windhoek: Bistum Keetmanshoop, Apostolisches Vikariat Rundu

##### Nauru
Siehe unten: Kirchenprovinz Suva
1. Bistum Tarawa und Nauru

##### Nepal
- Immediat:

1. Apostolisches Vikariat Nepal

##### Neukaledonien
Siehe unten: Kirchenprovinz Nouméa
1. Erzbistum Nouméa

##### Neuseeland
- Immediat:

1. Militärordinariat

- Provinzen:

1. Kirchenprovinz Wellington: Erzbistum Wellington: Bistum Auckland, Bistum Christchurch, Bistum Dunedin, Bistum Hamilton in Neuseeland, Bistum Palmerston North

##### Nicaragua
- Provinzen:

1. Kirchenprovinz Managua: Erzbistum Managua: Bistum Bluefields, Bistum Estelí, Bistum Granada, Bistum Jinotega, Bistum Juigalpa, Bistum León en Nicaragua, Bistum Matagalpa, Bistum Siuna

##### Niederlande
- Immediat:

1. Militärordinariat

- Provinzen:

1. Kirchenprovinz Utrecht: Erzbistum Utrecht: Bistum Breda, Bistum Groningen-Leeuwarden, Bistum Haarlem-Amsterdam, Bistum Roermond, Bistum Rotterdam, Bistum ’s-Hertogenbosch

##### Niederländische Karibik
Siehe unten: Kirchenprovinz Port of Spain
1. Bistum Willemstad

##### Niger
- Provinzen:

1. Kirchenprovinz Niamey: Erzbistum Niamey: Bistum Maradi

##### Nigeria
- Provinzen:

1. Kirchenprovinz Abuja: Erzbistum Abuja: Bistum Gboko, Bistum Idah, Bistum Katsina-Ala, Bistum Lafia, Bistum Lokoja, Bistum Makurdi, Bistum Otukpo
2. Kirchenprovinz Benin City: Erzbistum Benin City: Bistum Auchi, Bistum Bomadi, Bistum Issele-Uku, Bistum Uromi, Bistum Warri
3. Kirchenprovinz Calabar: Erzbistum Calabar: Bistum Ikot Ekpene, Bistum Ogoja, Bistum Port Harcourt, Bistum Uyo
4. Kirchenprovinz Ibadan: Erzbistum Ibadan: Bistum Ekiti, Bistum Ondo, Bistum Osogbo, Bistum Oyo
5. Kirchenprovinz Jos: Erzbistum Jos: Bistum Bauchi, Bistum Jalingo, Bistum Maiduguri, Bistum Pankshin, Bistum Shendam, Bistum Wukari, Bistum Yola
6. Kirchenprovinz Kaduna: Erzbistum Kaduna: Bistum Ilorin, Bistum Kafanchan, Bistum Kano, Bistum Katsina, Bistum Kontagora, Bistum Minna, Bistum Sokoto, Bistum Zaria
7. Kirchenprovinz Lagos: Erzbistum Lagos: Bistum Abeokuta, Bistum Ijebu-Ode
8. Kirchenprovinz Onitsha: Erzbistum Onitsha: Bistum Abakaliki, Bistum Aguleri, Bistum Awgu, Bistum Awka, Bistum Ekwulobia,  Bistum Enugu, Bistum Nnewi, Bistum Nsukka
9. Kirchenprovinz Owerri: Erzbistum Owerri: Bistum Aba, Bistum Ahiara, Bistum Okigwe, Bistum Orlu, Bistum Umuahia

##### Niue
- Immediat:

1. Bistum Tonga

##### Nördliche Marianen
Siehe unten: Kirchenprovinz Agaña
1. Bistum Chalan Kanoa

##### Nordmazedonien
Siehe oben: Kirchenprovinz Vrhbosna
1. Bistum Skopje

##### Norwegen
- Immediat:

1. Bistum Oslo
2. Territorialprälatur Tromsø, Territorialprälatur Trondheim

#### O

##### Oman
Siehe oben: Arabien
1. Apostolisches Vikariat Südliches Arabien

##### Österreich
- Immediat:

1. Militärordinariat

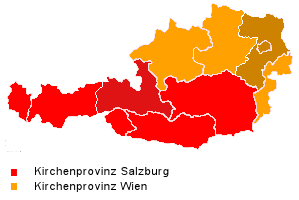
Die österreichischen Kirchenprovinzen

2. Territorialabtei Wettingen-Mehrerau

- Provinzen:

1. Kirchenprovinz Salzburg: Erzdiözese Salzburg: Diözese Feldkirch, Diözese Graz-Seckau, Diözese Gurk, Diözese Innsbruck
2. Kirchenprovinz Wien: Erzdiözese Wien: Diözese Eisenstadt, Diözese Linz, Diözese Sankt Pölten

##### Ost-Timor
- Kirchenprovinz Dili: Erzbistum Dili, Bistum Baucau, Bistum Maliana

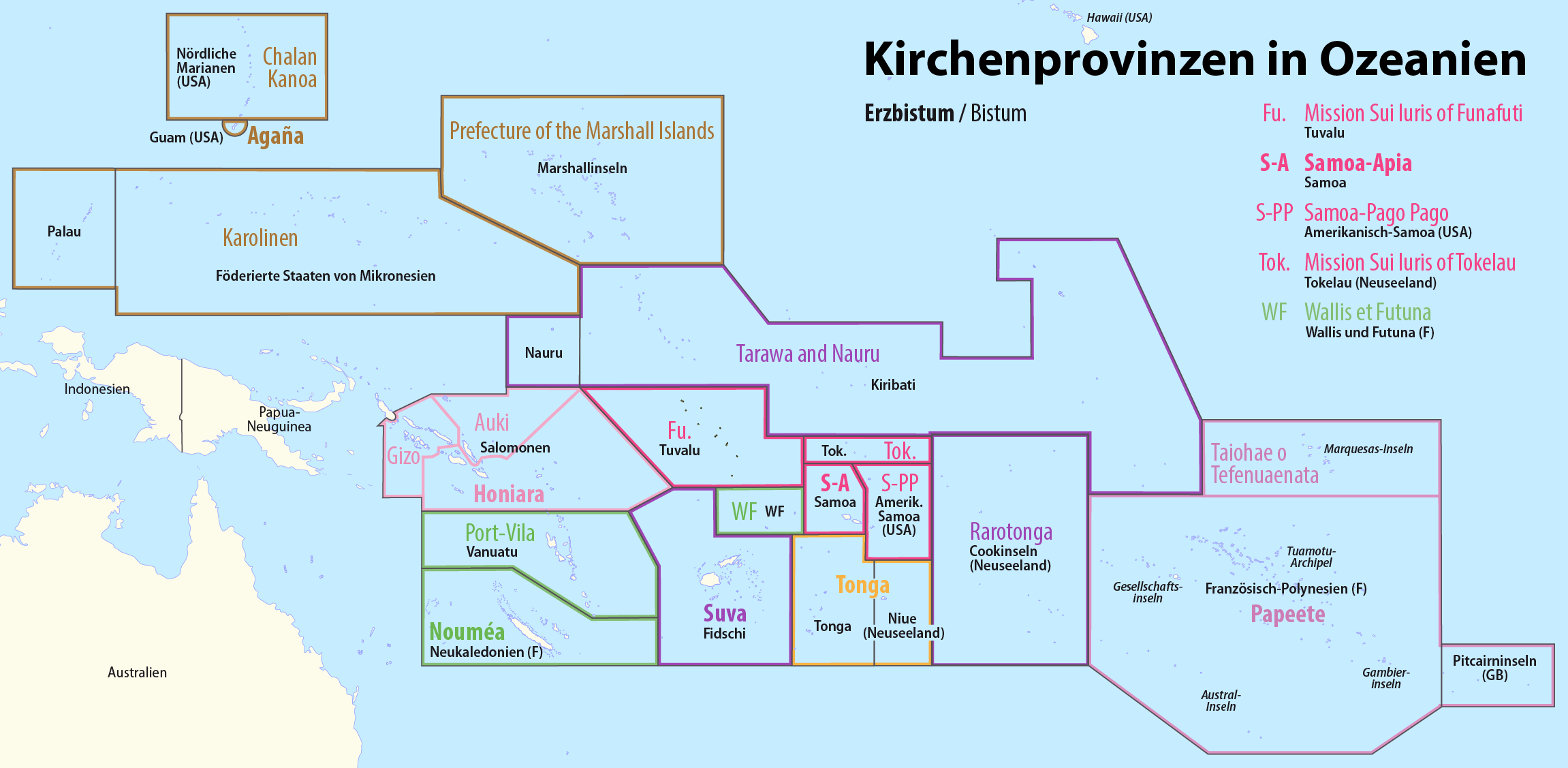
Kirchenprovinzen in Ozeanien

##### Ozeanien
- Provinzen:

1. Kirchenprovinz Agaña: Erzbistum Agaña, Bistum Chalan Kanoa, Bistum Karolinen, Apostolische Präfektur Marshallinseln
2. Kirchenprovinz Nouméa: Erzbistum Nouméa, Bistum Port-Vila, Bistum Wallis und Futuna
3. Kirchenprovinz Papeete: Erzbistum Papeete, Bistum Taiohae o Tefenuaenata
4. Kirchenprovinz Samoa-Apia: Erzbistum Samoa-Apia, Bistum Samoa-Pago Pago, Mission sui juris Tokelau
5. Kirchenprovinz Suva: Erzbistum Suva: Bistum Rarotonga, Bistum Tarawa und Nauru, Mission sui juris Funafuti

- Immediat:

1. Bistum Tonga

#### P

##### Pakistan
- Immediat:

1. Apostolisches Vikariat Quetta

- Provinzen:

1. Kirchenprovinz Karatschi: Erzbistum Karatschi: Bistum Hyderabad in Pakistan
2. Kirchenprovinz Lahore: Erzbistum Lahore: Bistum Faisalabad, Bistum Islamabad-Rawalpindi, Bistum Multan

##### Palau
Siehe oben: Kirchenprovinz Agaña
1. Bistum Karolinen

##### Palästina
- Immediat:

1. Lateinisches Patriarchat von Jerusalem

##### Panama
- Immediat:

1. Apostolisches Vikariat Darién

- Provinzen:

1. Kirchenprovinz Panama: Erzbistum Panama: Bistum Chitré, Bistum Colón-Kuna Yala, Bistum David, Bistum Penonomé, Bistum Santiago de Veraguas, Territorialprälatur Bocas del Toro

##### Papua-Neuguinea
- Provinzen:

1. Kirchenprovinz Madang: Erzbistum Madang: Bistum Aitape, Bistum Lae, Bistum Vanimo, Bistum Wewak
2. Kirchenprovinz Mount Hagen: Erzbistum Mount Hagen: Bistum Goroka, Bistum Kundiawa, Bistum Mendi, Bistum Wabag
3. Kirchenprovinz Port Moresby: Erzbistum Port Moresby: Bistum Alotau-Sideia, Bistum Bereina, Bistum Daru-Kiunga, Bistum Kerema
4. Kirchenprovinz Rabaul: Erzbistum Rabaul: Bistum Bougainville, Bistum Kavieng, Bistum Kimbe

##### Paraguay
- Immediat:

1. Militärordinariat
2. Apostolisches Vikariat Chaco Paraguayo, Apostolisches Vikariat Pilcomayo

- Provinzen:

1. Kirchenprovinz Asunción: Erzbistum Asunción: Bistum Benjamín Aceval, Bistum Caacupé, Bistum Caazapá, Bistum Canindeyú, Bistum Carapeguá, Bistum Ciudad del Este, Bistum Concepción, Bistum Coronel Oviedo, Bistum Encarnación, Bistum San Juan Bautista, Bistum San Lorenzo, Bistum San Pedro, Bistum Villarrica

##### Peru
- Immediat:

1. Militärordinariat
2. Apostolisches Vikariat Iquitos, Apostolisches Vikariat Jaén en Peru o San Francisco Javier, Apostolisches Vikariat Pucallpa, Apostolisches Vikariat Puerto Maldonado, Apostolisches Vikariat Requena, Apostolisches Vikariat San José de Amazonas, Apostolisches Vikariat San Ramón, Apostolisches Vikariat Yurimaguas

- Provinzen:

1. Kirchenprovinz Arequipa: Erzbistum Arequipa: Bistum Puno, Bistum Tacna y Moquegua, Territorialprälatur Ayaviri, Territorialprälatur Chuquibamba, Territorialprälatur Juli, Territorialprälatur Santiago Apóstol de Huancané
2. Kirchenprovinz Ayacucho o Huamanga: Erzbistum Ayacucho o Huamanga: Bistum Huancavelica, Territorialprälatur Caravelí
3. Kirchenprovinz Cuzco: Erzbistum Cuzco: Bistum Abancay, Bistum Sicuani, Territorialprälatur Chuquibambilla
4. Kirchenprovinz Huancayo: Erzbistum Huancayo: Bistum Huánuco, Bistum Tarma
5. Kirchenprovinz Lima: Erzbistum Lima: Bistum Callao, Bistum Carabayllo, Bistum Chosica, Bistum Huacho, Bistum Ica, Bistum Lurín, Territorialprälatur Yauyos
6. Kirchenprovinz Piura: Erzbistum Piura: Bistum Chachapoyas, Bistum Chiclayo, Bistum Chulucanas, Territorialprälatur Chota
7. Kirchenprovinz Trujillo: Erzbistum Trujillo: Bistum Cajamarca, Bistum Chimbote, Bistum Huaraz, Bistum Huari, Territorialprälatur Huamachuco, Territorialprälatur Moyobamba

##### Philippinen
- Immediat:

1. Militärordinariat
2. Apostolisches Vikariat Bontoc-Lagawe, Apostolisches Vikariat Calapan, Apostolisches Vikariat Jolo, Apostolisches Vikariat Puerto Princesa, Apostolisches Vikariat San Jose in Mindoro, Apostolisches Vikariat Tabuk, Apostolisches Vikariat Taytay

- Provinzen:

1. Kirchenprovinz Caceres: Erzbistum Caceres: Bistum Daet, Bistum Legazpi, Bistum Masbate, Bistum Sorsogon, Bistum Virac, Bistum Libmanan
2. Kirchenprovinz Cagayan de Oro: Erzbistum Cagayan de Oro: Bistum Butuan, Bistum Malaybalay, Bistum Prosperidad, Bistum Surigao, Bistum Tandag
3. Kirchenprovinz Capiz: Erzbistum Capiz: Bistum Kalibo, Bistum Romblon
4. Kirchenprovinz Cebu: Erzbistum Cebu: Bistum Dumaguete, Bistum Maasin, Bistum Tagbilaran, Bistum Talibon
5. Kirchenprovinz Cotabato: Erzbistum Cotabato: Bistum Kidapawan, Bistum Marbel
6. Kirchenprovinz Davao: Erzbistum Davao: Bistum Digos, Bistum Mati, Bistum Tagum
7. Kirchenprovinz Jaro: Erzbistum Jaro: Bistum Bacolod, Bistum Kabankalan, Bistum San Carlos, Bistum San Jose de Antique
8. Kirchenprovinz Lingayen-Dagupan: Erzbistum Lingayen-Dagupan: Bistum Alaminos, Bistum Cabanatuan, Bistum San Fernando de La Union, Bistum San Jose, Bistum Urdaneta
9. Kirchenprovinz Lipa: Erzbistum Lipa: Bistum Boac, Bistum Gumaca, Bistum Lucena, Territorialprälatur Infanta
10. Kirchenprovinz Manila: Erzbistum Manila: Bistum Antipolo, Bistum Cubao, Bistum Imus, Bistum Kalookan, Bistum Malolos, Bistum Novaliches, Bistum Parañaque, Bistum Pasig, Bistum San Pablo
11. Kirchenprovinz Nueva Segovia: Erzbistum Nueva Segovia: Bistum Baguio, Bistum Bangued, Bistum Laoag
12. Kirchenprovinz Ozamis: Erzbistum Ozamis: Bistum Dipolog, Bistum Iligan, Bistum Pagadian, Territorialprälatur Marawi
13. Kirchenprovinz Palo: Erzbistum Palo: Bistum Borongan, Bistum Calbayog, Bistum Catarman, Bistum Naval
14. Kirchenprovinz San Fernando: Erzbistum San Fernando: Bistum Balanga, Bistum Iba, Bistum Tarlac
15. Kirchenprovinz Tuguegarao: Erzbistum Tuguegarao: Bistum Bayombong, Bistum Ilagan, Territorialprälatur Batanes
16. Kirchenprovinz Zamboanga: Erzbistum Zamboanga: Bistum Ipil, Territorialprälatur Isabela

##### Polen
- Immediat:

1. Militärordinariat

- Provinzen:

Kirchenprovinzen in Polen

1. Kirchenprovinz Białystok: Erzbistum Białystok: Bistum Drohiczyn, Bistum Łomża
2. Kirchenprovinz Tschenstochau: Erzbistum Tschenstochau: Bistum Radom, Bistum Sosnowiec
3. Kirchenprovinz Danzig: Erzbistum Danzig: Bistum Pelplin, Bistum Toruń
4. Kirchenprovinz Gnesen: Erzbistum Gnesen: Bistum Bydgoszcz, Bistum Włocławek
5. Kirchenprovinz Kattowitz: Erzbistum Kattowitz: Bistum Gleiwitz, Bistum Oppeln
6. Kirchenprovinz Krakau: Erzbistum Krakau: Bistum Bielsko-Żywiec, Bistum Kielce, Bistum Tarnów
7. Kirchenprovinz Łódź: Erzbistum Łódź: Bistum Łowicz
8. Kirchenprovinz Lublin: Erzbistum Lublin: Bistum Sandomierz, Bistum Siedlce
9. Kirchenprovinz Posen: Erzbistum Posen: Bistum Kalisz
10. Kirchenprovinz Przemyśl: Erzbistum Przemyśl: Bistum Rzeszów, Bistum Zamość-Lubaczów
11. Kirchenprovinz Stettin-Cammin: Erzbistum Stettin-Cammin: Bistum Koszalin-Kołobrzeg, Bistum Zielona Góra-Gorzów
12. Kirchenprovinz Ermland: Erzbistum Ermland (Warmia): Bistum Elbląg, Bistum Ełk
13. Kirchenprovinz Warschau: Erzbistum Warschau: Bistum Płock, Bistum Warschau-Praga
14. Kirchenprovinz Breslau: Erzbistum Breslau: Bistum Legnica, Bistum Świdnica

##### Portugal
- Immediat:

1. Militärordinariat

- Provinzen:

Bistümer in Portugal

1. Kirchenprovinz Braga: Erzbistum Braga: Bistum Aveiro, Bistum Bragança-Miranda, Bistum Coimbra, Bistum Lamego, Bistum Porto, Bistum Viana do Castelo, Bistum Vila Real, Bistum Viseu
2. Kirchenprovinz Évora: Erzbistum Évora: Bistum Beja, Bistum Faro
3. Kirchenprovinz Lissabon: Patriarchat Lissabon: Bistum Angra, Bistum Funchal, Bistum Guarda, Bistum Leiria-Fátima, Bistum Portalegre-Castelo Branco, Bistum Santarém, Bistum Setúbal

##### Puerto Rico
- Provinzen:

1. Kirchenprovinz San Juan de Puerto Rico: Erzbistum San Juan de Puerto Rico: Bistum Arecibo, Bistum Caguas, Bistum Fajardo-Humacao, Bistum Mayagüez, Bistum Ponce

#### R

##### Reunion
- Immediat:

1. Bistum Saint-Denis-de-La Réunion

##### Ruanda
- Provinzen:

1. Kirchenprovinz Kigali: Erzbistum Kigali: Bistum Butare, Bistum Byumba, Bistum Cyangugu, Bistum Gikongoro, Bistum Kabgayi, Bistum Kibungo, Bistum Nyundo, Bistum Ruhengeri

##### Rumänien
- Immediat:

1. Erzbistum Alba Iulia

- Provinzen:

1. Kirchenprovinz Bukarest: Erzbistum Bukarest: Bistum Iași, Bistum Oradea Mare, Bistum Satu Mare, Bistum Timișoara

##### Russland
- Immediat:

1. Apostolische Präfektur Juschno-Sachalinsk

- Provinzen:

1. Kirchenprovinz Moskau: Erzbistum Moskau, Bistum Irkutsk, Bistum Nowosibirsk, Bistum Saratow

#### S

##### Salomonen
- Provinzen:

1. Kirchenprovinz Honiara: Erzbistum Honiara, Bistum Auki, Bistum Gizo

##### Sambia
- Provinzen:

1. Kirchenprovinz Kasama: Erzbistum Kasama: Bistum Mansa, Bistum Mpika
2. Kirchenprovinz Lusaka: Erzbistum Lusaka: Bistum Chipata, Bistum Livingstone, Bistum Mongu, Bistum Monze
3. Kirchenprovinz Ndola: Erzbistum Ndola: Bistum Solwezi, Bistum Kabwe

##### Samoa
Siehe unten: Kirchenprovinz Samoa-Apia
1. Erzbistum Samoa-Apia

##### San Marino
1. Bistum San Marino-Montefeltro

##### São Tomé und Príncipe
- Immediat:

1. Bistum São Tomé und Príncipe

##### Saudi-Arabien
Siehe oben: Arabien
1. Apostolisches Vikariat Nördliches Arabien

##### Schweden

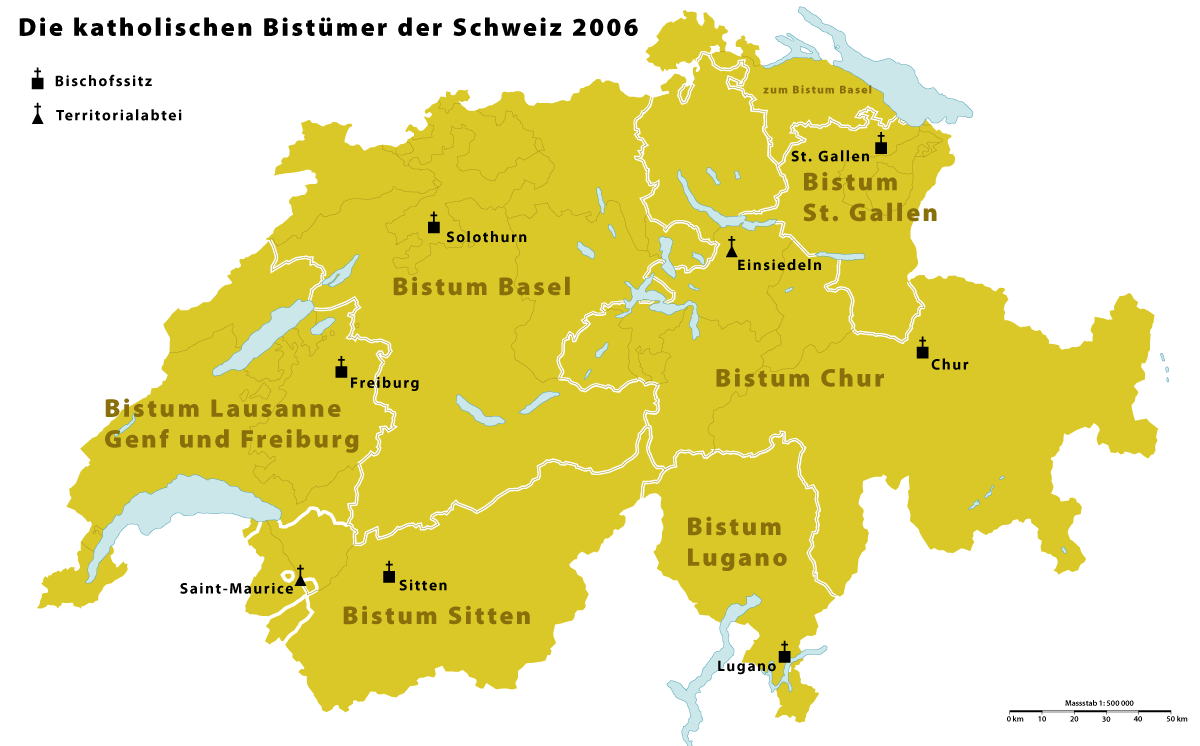
Die katholischen Bistümer in der Schweiz

- Immediat:

1. Bistum Stockholm

##### Schweiz
- Immediat:

1. Bistum Basel
2. Bistum Chur
3. Bistum Lausanne, Genf und Freiburg
4. Bistum Lugano
5. Bistum Sitten
6. Bistum St. Gallen

- Territorialabtei:

1. Territorialabtei Maria Einsiedeln
2. Territorialabtei Saint-Maurice

##### Senegal
- Provinzen:

1. Kirchenprovinz Dakar: Erzbistum Dakar: Bistum Kaolack, Bistum Kolda, Bistum Saint-Louis du Sénégal, Bistum Tambacounda, Bistum Thiès, Bistum Ziguinchor

##### Serbien
- Provinzen:

1. Kirchenprovinz Belgrad: Erzbistum Belgrad: Bistum Subotica, Bistum Zrenjanin
2. zur Kirchenprovinz Đakovo-Osijek, Kroatien: Bistum Syrmien

##### Seychellen
- Immediat:

1. Bistum Port Victoria

##### Sierra Leone
- Provinzen:

1. Kirchenprovinz Freetown: Erzbistum Freetown: Bistum Bo, Bistum Kenema, Bistum Makeni

##### Simbabwe
- Provinzen:

1. Kirchenprovinz Bulawayo: Erzbistum Bulawayo: Bistum Gweru, Bistum Hwange, Bistum Masvingo
2. Kirchenprovinz Harare: Erzbistum Harare: Bistum Chinhoyi, Bistum Gokwe, Bistum Mutare

##### Singapur
- Immediat:

1. Erzbistum Singapur

##### Slowakei
- Immediat:

1. Militärordinariat

- Provinzen:

1. Kirchenprovinz Bratislava: Erzbistum Bratislava: Erzbistum Trnava, Bistum Banská Bystrica, Bistum Nitra, Bistum Žilina
2. Kirchenprovinz Košice: Erzbistum Košice: Bistum Rožňava, Bistum Spiš

##### Slowenien
- Provinzen:

1. Kirchenprovinz Laibach: Erzbistum Laibach: Bistum Koper, Bistum Novo mesto
2. Kirchenprovinz Maribor: Erzbistum Maribor: Bistum Celje, Bistum Murska Sobota

##### Somalia
- Immediat:

1. Bistum Mogadischu

##### Spanien
- Immediat:

1. Militärordinariat

Bistümer in Spanien

2. Ordinariat für die Gläubigen der östlichen Riten in Spanien

- Provinzen:

1. Kirchenprovinz Barcelona: Erzbistum Barcelona: Bistum Sant Feliu de Llobregat, Bistum Terrassa
2. Kirchenprovinz Burgos: Erzbistum Burgos: Bistum Bilbao, Bistum Osma-Soria, Bistum Palencia, Bistum Vitoria
3. Kirchenprovinz Granada: Erzbistum Granada: Bistum Almería, Bistum Cartagena, Bistum Guadix, Bistum Jaén, Bistum Málaga
4. Kirchenprovinz Madrid: Erzbistum Madrid: Bistum Alcalá de Henares, Bistum Getafe
5. Kirchenprovinz Mérida-Badajoz: Erzbistum Mérida-Badajoz: Bistum Coria-Cáceres, Bistum Plasencia
6. Kirchenprovinz Oviedo: Erzbistum Oviedo: Bistum Astorga, Bistum León, Bistum Santander
7. Kirchenprovinz Pamplona y Tudela: Erzbistum Pamplona y Tudela: Bistum Calahorra y La Calzada-Logroño, Bistum Jaca, Bistum San Sebastián
8. Kirchenprovinz Santiago de Compostela: Erzbistum Santiago de Compostela: Bistum Lugo, Bistum Mondoñedo-Ferrol, Bistum Orense, Bistum Tui-Vigo
9. Kirchenprovinz Saragossa: Erzbistum Saragossa: Bistum Barbastro-Monzón, Bistum Huesca, Bistum Tarazona, Bistum Teruel y Albarracín
10. Kirchenprovinz Sevilla: Erzbistum Sevilla: Bistum Cádiz y Ceuta, Bistum Córdoba, Bistum Huelva, Bistum Kanarische Inseln, Bistum Jerez de la Frontera, Bistum San Cristóbal de La Laguna
11. Kirchenprovinz Tarragona: Erzbistum Tarragona: Bistum Girona, Bistum Lleida, Bistum Solsona, Bistum Tortosa, Bistum Urgell, Bistum Vic
12. Kirchenprovinz Toledo: Erzbistum Toledo: Bistum Albacete, Bistum Ciudad Real, Bistum Cuenca, Bistum Sigüenza-Guadalajara
13. Kirchenprovinz Valencia: Erzbistum Valencia: Bistum Ibiza, Bistum Mallorca, Bistum Menorca, Bistum Orihuela-Alicante, Bistum Segorbe-Castellón de la Plana
14. Kirchenprovinz Valladolid: Erzbistum Valladolid: Bistum Ávila, Bistum Ciudad Rodrigo, Bistum Salamanca, Bistum Segovia, Bistum Zamora

##### Sri Lanka
- Provinzen:

1. Kirchenprovinz Colombo: Erzbistum Colombo: Bistum Anuradhapura, Bistum Badulla, Bistum Chilaw, Bistum Galle, Bistum Jaffna, Bistum Kandy, Bistum Kurunegala, Bistum Mannar, Bistum Ratnapura, Bistum Trincomalee, Bistum Batticaloa

##### St. Helena, Ascension und Tristan da Cunha
- Immediat:

1. Mission sui juris St. Helena, Ascension und Tristan da Cunha

##### St. Kitts und Nevis
Siehe unten: Kirchenprovinz Castries
1. Diözese St. John’s-Basseterre

##### St. Lucia
Siehe unten: Kirchenprovinz Castries
1. Erzbistum Castries

##### St. Vincent und die Grenadinen
Siehe unten: Kirchenprovinz Port of Spain
1. Bistum Kingstown

##### Südafrika
- Immediat:

1. Militärordinariat
2. Apostolisches Vikariat Ingwavuma

- Provinzen:

1. Kirchenprovinz Bloemfontein: Erzbistum Bloemfontein: Bistum Bethlehem, Bistum Keimoes-Upington, Bistum Kimberley, Bistum Kroonstad
2. Kirchenprovinz Durban: Erzbistum Durban: Bistum Dundee, Bistum Eshowe, Bistum Kokstad, Bistum Mariannhill, Bistum Umtata, Bistum Umzimkulu
3. Kirchenprovinz Johannesburg: Erzbistum Johannesburg: Bistum Klerksdorp, Bistum Manzini (Swasiland), Bistum Witbank
4. Kirchenprovinz Kapstadt: Erzbistum Kapstadt: Bistum Aliwal, Bistum De Aar, Bistum Oudtshoorn, Bistum Port Elizabeth, Bistum Queenstown
5. Kirchenprovinz Pretoria: Erzbistum Pretoria:  Bistum Francistown (Botswana), Bistum Gaborone (Botswana), Bistum Polokwane, Bistum Rustenburg, Bistum Tzaneen

##### Sudan
(Nord-)Sudan:
- Provinzen:

1. Kirchenprovinz Khartum: Erzbistum Khartum: Bistum al-Ubayyid

Südsudan:
- Provinzen:

1. Kirchenprovinz Juba: Erzbistum Juba: Bistum Bentiu, Bistum Malakal, Bistum Rumbik, Bistum Tambura-Yambio, Bistum Torit, Bistum Wau, Bistum Yei

##### Surinam
Siehe unten: Kirchenprovinz Port of Spain
1. Bistum Paramaribo

##### Swasiland
Siehe oben: Kirchenprovinz Johannesburg
1. Bistum Manzini

##### Syrien
- Immediat:

1. Apostolisches Vikariat Aleppo

#### T

##### Tadschikistan
- Immediat:

1. Mission sui juris Tadschikistan

##### Taiwan
Siehe oben: China, Rep.

##### Tansania
- Provinzen:

1. Kirchenprovinz Arusha: Erzbistum Arusha: Bistum Mbulu, Bistum Moshi, Bistum Same
2. Kirchenprovinz Daressalam: Erzbistum Daressalam: Bistum Bagamoyo, Bistum Ifakara, Bistum Mahenge, Bistum Morogoro, Bistum Tanga, Bistum Sansibar
3. Kirchenprovinz Dodoma: Erzbistum Dodoma: Bistum Kondoa, Bistum Singida
4. Kirchenprovinz Mbeya: Erzbistum Mbeya: Bistum Iringa, Bistum Mafinga, Bistum Sumbawanga
5. Kirchenprovinz Mwanza: Erzbistum Mwanza: Bistum Bukoba, Bistum Bunda, Bistum Geita, Bistum Kayanga, Bistum Musoma, Bistum Rulenge-Ngara, Bistum Shinyanga
6. Kirchenprovinz Songea: Erzbistum Songea: Bistum Lindi, Bistum Mbinga, Bistum Mtwara, Bistum Njombe, Bistum Tunduru-Masasi
7. Kirchenprovinz Tabora: Erzbistum Tabora: Bistum Kahama, Bistum Kigoma, Bistum Mpanda

##### Thailand
- Provinzen:

1. Kirchenprovinz Bangkok: Erzbistum Bangkok: Bistum Chanthaburi, Bistum Chiang Mai, Bistum Nakhon Sawan, Bistum Ratchaburi, Bistum Surat Thani
2. Kirchenprovinz Thare und Nonseng: Erzbistum Thare und Nonseng: Bistum Nakhon Ratchasima, Bistum Ubon Ratchathani, Bistum Udon Thani

##### Togo
- Provinzen:

1. Kirchenprovinz Lomé: Erzbistum Lomé: Bistum Aného, Bistum Atakpamé, Bistum Dapaong, Bistum Kara, Bistum Kpalimé, Bistum Sokodé

##### Tonga
- Immediat:

1. Bistum Tonga

##### Tokelau
Siehe oben: Kirchenprovinz Samoa-Apia
1. Mission sui juris Tokelau

##### Trinidad und Tobago
Siehe unten: Kirchenprovinz Port of Spain
1. Erzbistum Port of Spain

##### Tschad
- Immediat:

1. Apostolisches Vikariat Mongo

- Provinzen:

1. Kirchenprovinz N’Djaména: Erzbistum N’Djaména: Bistum Doba, Bistum Goré, Bistum Koumra, Bistum Lai, Bistum Moundou, Bistum Pala, Bistum Sarh

##### Tschechien
- Provinzen:

1. Kirchenprovinz Olmütz: Erzbistum Olmütz: Bistum Brünn, Bistum Ostrau-Troppau
2. Kirchenprovinz Prag: Erzbistum Prag: Bistum Budweis, Bistum Königgrätz, Bistum Leitmeritz, Bistum Pilsen

##### Tunesien
- Immediat:

1. Erzbistum Tunis

##### Türkei
- Immediat:

1. Apostolisches Vikariat Anatolien, Apostolisches Vikariat Istanbul

- Provinzen:

1. Kirchenprovinz İzmir: Erzbistum Izmir

##### Turkmenistan
- Immediat:

1. Mission sui juris Turkmenistan

##### Turks- und Caicosinseln
Siehe unten: Kirchenprovinz Nassau
1. Mission sui juris Turks- und Caicosinseln

##### Tuvalu
Siehe oben: Kirchenprovinz Suva
1. Mission sui juris Funafuti

#### U

##### Uganda
- Immediat:

1. Militärordinariat

- Provinzen:

1. Kirchenprovinz Gulu: Erzbistum Gulu: Bistum Arua, Bistum Lira, Bistum Nebbi
2. Kirchenprovinz Kampala: Erzbistum Kampala: Bistum Kasana-Luweero, Bistum Kiyinda-Mityana, Bistum Lugazi, Bistum Masaka
3. Kirchenprovinz Mbarara: Erzbistum Mbarara: Bistum Fort Portal, Bistum Hoima, Bistum Kabale, Bistum Kasese
4. Kirchenprovinz Tororo: Erzbistum Tororo: Bistum Jinja, Bistum Kotido, Bistum Moroto, Bistum Soroti

##### Ukraine
- Provinzen:

1. Kirchenprovinz Lemberg: Erzbistum Lemberg: Bistum Charkiw-Saporischschja, Bistum Kamjanez-Podilskyj, Bistum Luzk, Bistum Mukatschewe, Bistum Odessa-Simferopol, Bistum Schytomyr-Kiew

##### Ungarn
- Immediat:

1. Militärordinariat
2. Territorialabtei Pannonhalma

- Provinzen:

1. Kirchenprovinz Eger: Erzbistum Eger: Bistum Debrecen-Nyíregyháza, Bistum Vác
2. Kirchenprovinz Esztergom-Budapest: Erzbistum Esztergom-Budapest: Bistum Győr, Bistum Székesfehérvár
3. Kirchenprovinz Kalocsa-Kecskemét: Erzbistum Kalocsa-Kecskemét: Bistum Pécs, Bistum Szeged-Csanád
4. Kirchenprovinz Veszprém: Erzbistum Veszprém: Bistum Kaposvár, Bistum Szombathely

##### Uruguay
- Provinzen:

1. Kirchenprovinz Montevideo: Erzbistum Montevideo: Bistum Canelones, Bistum Florida, Bistum Maldonado-Punta del Este-Minas, Bistum Melo, Bistum Mercedes, Bistum Salto, Bistum San José de Mayo, Bistum Tacuarembó

##### USA
- Immediat:

1. Militärordinariat
2. Personalordinariat Kathedra Petri

- Provinzen:

1. Kirchenprovinz Anchorage: Erzbistum Anchorage-Juneau: Bistum Fairbanks
2. Kirchenprovinz Atlanta: Erzbistum Atlanta: Bistum Charleston, Bistum Charlotte, Bistum Raleigh, Bistum Savannah
3. Kirchenprovinz Baltimore: Erzbistum Baltimore: Bistum Arlington, Bistum Richmond, Bistum Wheeling-Charleston, Bistum Wilmington
4. Kirchenprovinz Boston: Erzbistum Boston: Bistum Burlington, Bistum Fall River, Bistum Manchester, Bistum Portland, Bistum Springfield, Bistum Worcester
5. Kirchenprovinz Chicago: Erzbistum Chicago: Bistum Belleville, Bistum Joliet in Illinois, Bistum Peoria, Bistum Rockford, Bistum Springfield in Illinois
6. Kirchenprovinz Cincinnati: Erzbistum Cincinnati: Bistum Cleveland, Bistum Columbus, Bistum Steubenville, Bistum Toledo, Bistum Youngstown
7. Kirchenprovinz Denver: Erzbistum Denver: Bistum Cheyenne, Bistum Colorado Springs, Bistum Pueblo
8. Kirchenprovinz Detroit: Erzbistum Detroit: Bistum Gaylord, Bistum Grand Rapids, Bistum Kalamazoo, Bistum Lansing, Bistum Marquette, Bistum Saginaw
9. Kirchenprovinz Dubuque: Erzbistum Dubuque: Bistum Davenport, Bistum Des Moines, Bistum Sioux City
10. Kirchenprovinz Galveston-Houston: Erzbistum Galveston-Houston: Bistum Austin, Bistum Beaumont, Bistum Brownsville, Bistum Corpus Christi, Bistum Tyler, Bistum Victoria in Texas
11. Kirchenprovinz Hartford: Erzbistum Hartford: Bistum Bridgeport, Bistum Norwich, Bistum Providence
12. Kirchenprovinz Indianapolis: Erzbistum Indianapolis: Bistum Evansville, Bistum Fort Wayne-South Bend, Bistum Gary, Bistum Lafayette in Indiana
13. Kirchenprovinz Kansas City in Kansas: Erzbistum Kansas City in Kansas: Bistum Dodge City, Bistum Salina, Bistum Wichita
14. Kirchenprovinz Las Vegas: Erzbistum Las Vegas: Bistum Reno, Bistum Salt Lake City
15. Kirchenprovinz Los Angeles: Erzbistum Los Angeles: Bistum Fresno, Bistum Monterey in California, Bistum Orange in California, Bistum San Bernardino, Bistum San Diego
16. Kirchenprovinz Louisville: Erzbistum Louisville: Bistum Covington, Bistum Knoxville, Bistum Lexington, Bistum Memphis, Bistum Nashville, Bistum Owensboro
17. Kirchenprovinz Miami: Erzbistum Miami: Bistum Orlando, Bistum Palm Beach, Bistum Pensacola-Tallahassee, Bistum Saint Augustine, Bistum Saint Petersburg, Bistum Venice
18. Kirchenprovinz Milwaukee: Erzbistum Milwaukee: Bistum Green Bay, Bistum La Crosse, Bistum Madison, Bistum Superior
19. Kirchenprovinz Mobile: Erzbistum Mobile: Bistum Biloxi, Bistum Birmingham, Bistum Jackson
20. Kirchenprovinz Newark: Erzbistum Newark: Bistum Camden, Bistum Metuchen, Bistum Paterson, Bistum Trenton
21. Kirchenprovinz New Orleans: Erzbistum New Orleans: Bistum Alexandria, Bistum Baton Rouge, Bistum Houma-Thibodaux, Bistum Lafayette, Bistum Lake Charles, Bistum Shreveport
22. Kirchenprovinz New York: Erzbistum New York: Bistum Albany, Bistum Brooklyn, Bistum Buffalo, Bistum Ogdensburg, Bistum Rochester, Bistum Rockville Centre, Bistum Syracuse
23. Kirchenprovinz Oklahoma City: Erzbistum Oklahoma City: Bistum Little Rock, Bistum Tulsa
24. Kirchenprovinz Omaha: Erzbistum Omaha: Bistum Grand Island, Bistum Lincoln
25. Kirchenprovinz Philadelphia: Erzbistum Philadelphia: Bistum Allentown, Bistum Altoona-Johnstown, Bistum Erie, Bistum Greensburg, Bistum Harrisburg, Bistum Pittsburgh, Bistum Scranton
26. Kirchenprovinz Portland in Oregon: Erzbistum Portland in Oregon: Bistum Baker, Bistum Boise, Bistum Great Falls-Billings, Bistum Helena
27. Kirchenprovinz Saint Louis: Erzbistum Saint Louis: Bistum Jefferson City, Bistum Kansas City-Saint Joseph, Bistum Springfield-Cape Girardeau
28. Kirchenprovinz Saint Paul and Minneapolis: Erzbistum Saint Paul and Minneapolis: Bistum Bismarck, Bistum Crookston, Bistum Duluth, Bistum Fargo, Bistum New Ulm, Bistum Rapid City, Bistum Saint Cloud, Bistum Sioux Falls, Bistum Winona
29. Kirchenprovinz San Antonio: Erzbistum San Antonio: Bistum Amarillo, Bistum Dallas, Bistum El Paso, Bistum Fort Worth, Bistum Laredo, Bistum Lubbock, Bistum San Angelo
30. Kirchenprovinz San Francisco: Erzbistum San Francisco: Bistum Honolulu, Bistum Oakland, Bistum Sacramento, Bistum San Jose in California, Bistum Santa Rosa in California, Bistum Stockton
31. Kirchenprovinz Santa Fe: Erzbistum Santa Fe: Bistum Gallup, Bistum Las Cruces, Bistum Phoenix, Bistum Tucson
32. Kirchenprovinz Seattle: Erzbistum Seattle: Bistum Spokane, Bistum Yakima
33. Kirchenprovinz Washington: Erzbistum Washington: Bistum Saint Thomas

##### Usbekistan
- Immediat:

1. Apostolische Administratur Usbekistan

#### V

##### Vanuatu
Siehe oben: Kirchenprovinz Nouméa
1. Bistum Port-Vila

##### Vatikanstadt
- Provinzen:

1. Kirchenprovinz Rom: Bistum Rom

##### Venezuela
- Immediat:

1. Militärordinariat
2. Apostolisches Vikariat Caroní, Apostolisches Vikariat Puerto Ayacucho, Apostolisches Vikariat Tucupita

- Provinzen:

1. Kirchenprovinz Barquisimeto: Erzbistum Barquisimeto: Bistum Acarigua-Araure, Bistum Carora, Bistum Guanare, Bistum San Felipe
2. Kirchenprovinz Calabozo: Erzbistum Calabozo: Bistum San Fernando de Apure, Bistum Valle de la Pascua
3. Kirchenprovinz Caracas: Erzbistum Caracas: Bistum Guarenas, Bistum La Guaira, Bistum Petare, Bistum Los Teques
4. Kirchenprovinz Ciudad Bolívar: Erzbistum Ciudad Bolívar: Bistum Ciudad Guayana, Bistum Maturín
5. Kirchenprovinz Coro: Erzbistum Coro: Bistum Punto Fijo
6. Kirchenprovinz Cumaná: Erzbistum Cumaná: Bistum Barcelona, Bistum Carúpano, Bistum El Tigre, Bistum Margarita
7. Kirchenprovinz Maracaibo: Erzbistum Maracaibo: Bistum Cabimas, Bistum Machiques, Bistum El Vigía-San Carlos del Zulia
8. Kirchenprovinz Mérida: Erzbistum Mérida: Bistum Barinas, Bistum Guasdualito, Bistum San Cristóbal de Venezuela, Bistum Trujillo
9. Kirchenprovinz Valencia en Venezuela: Erzbistum Valencia en Venezuela: Bistum Maracay, Bistum Puerto Cabello, Bistum San Carlos de Venezuela

##### Vereinigte Arabische Emirate
Siehe oben: Arabien
1. Apostolisches Vikariat Südliches Arabien

##### Vereinigtes Königreich
Siehe oben: Großbritannien und Nordirland

##### Vereinigte Staaten
Siehe oben: USA

##### Vietnam
- Provinzen:

1. Kirchenprovinz Hanoi: Erzbistum Hanoi: Bistum Bắc Ninh, Bistum Bùi Chu, Bistum Hải Phòng, Bistum Hà Tĩnh, Bistum Hưng Hóa, Bistum Lạng Sơn und Cao Bằng, Bistum Phát Diệm, Bistum Thái Bình, Bistum Thanh Hóa, Bistum Vinh
2. Kirchenprovinz Huế: Erzbistum Huế: Bistum Ban Mê Thuột, Bistum Đà Nẵng, Bistum Kontum, Bistum Nha Trang, Bistum Qui Nhơn
3. Kirchenprovinz Saigon: Erzbistum Saigon: Bistum Bà Rịa, Bistum Cần Thơ, Bistum Đà Lạt, Bistum Long Xuyên, Bistum Mỹ Tho, Bistum Phan Thiết, Bistum Phú Cường, Bistum Vĩnh Long, Bistum Xuân Lộc

#### W

##### Wallis und Futuna

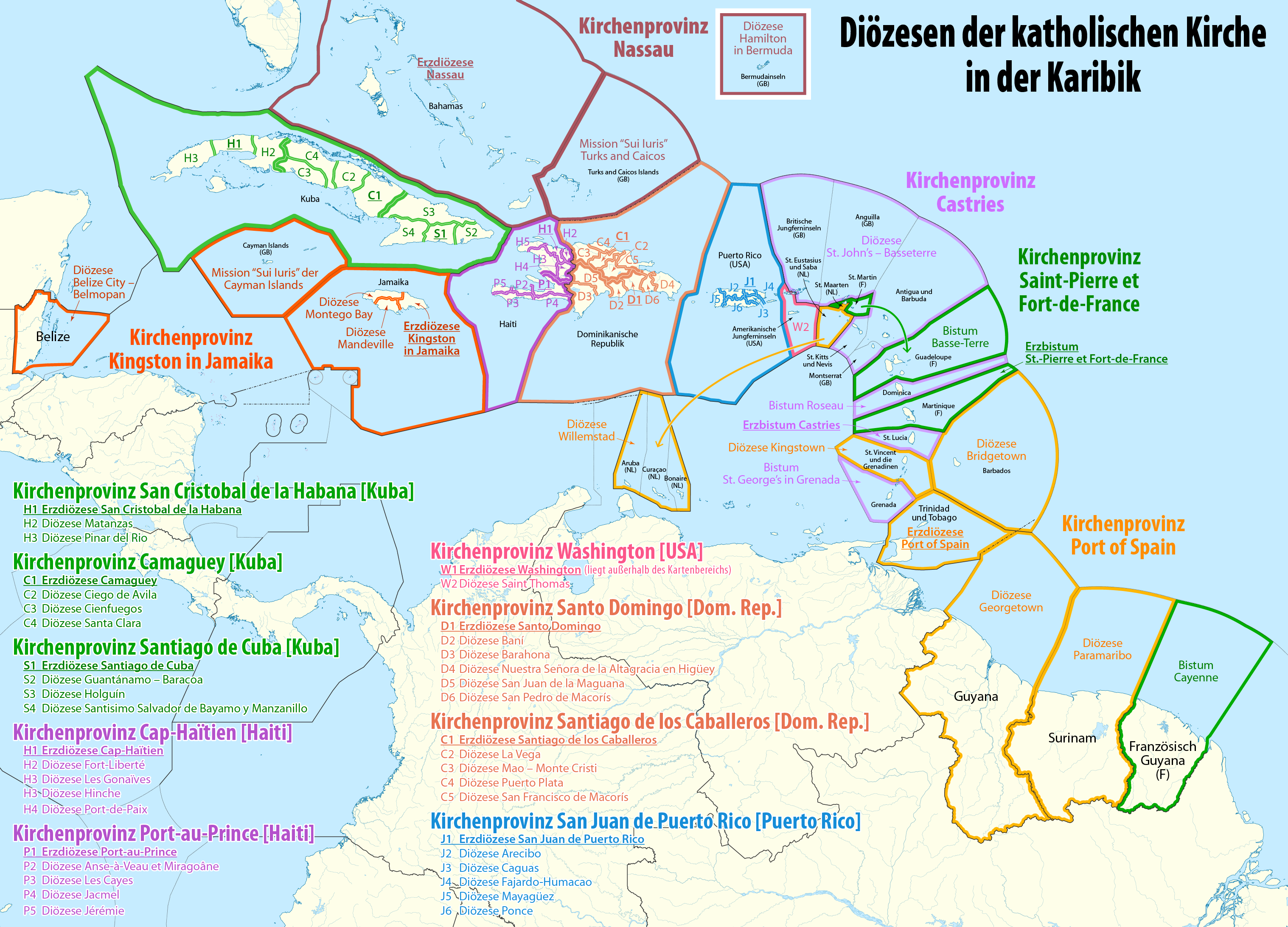
Bistümer in Westindien

Siehe oben: Kirchenprovinz Nouméa
1. Bistum Wallis und Futuna

##### Westindien
- Provinzen:

1. Kirchenprovinz Castries: Erzbistum Castries: Bistum Roseau, Bistum Saint George’s in Grenada, Diözese St. John’s-Basseterre
2. Kirchenprovinz Saint-Pierre et Fort-de-France: Erzbistum Fort-de-France: Bistum Basse-Terre, Bistum Cayenne
3. Kirchenprovinz Kingston in Jamaika: Erzbistum Kingston in Jamaika: Bistum Belize City-Belmopan, Mission sui juris Kaimaninseln, Bistum Mandeville, Bistum Montego Bay
4. Kirchenprovinz Nassau: Erzbistum Nassau: Bistum Hamilton in Bermuda, Mission sui juris Turks- und Caicosinseln
5. Kirchenprovinz Port of Spain: Erzbistum Port of Spain: Bistum Bridgetown, Bistum Georgetown, Bistum Kingstown, Bistum Paramaribo, Bistum Willemstad

##### Westsahara
- Immediat:

1. Apostolische Präfektur Westsahara

#### Z

##### Zentralafrikanische Republik
- Provinzen:

1. Kirchenprovinz Bangui: Erzbistum Bangui: Bistum Alindao, Bistum Bambari, Bistum Bangassou, Bistum Berbérati, Bistum Bossangoa, Bistum Bouar, Bistum Kaga-Bandoro, Bistum Mbaïki

##### Zypern
- Immediat:

1. Lateinisches Patriarchat von Jerusalem

## Ostkirchen

### Alexandrinischer Ritus

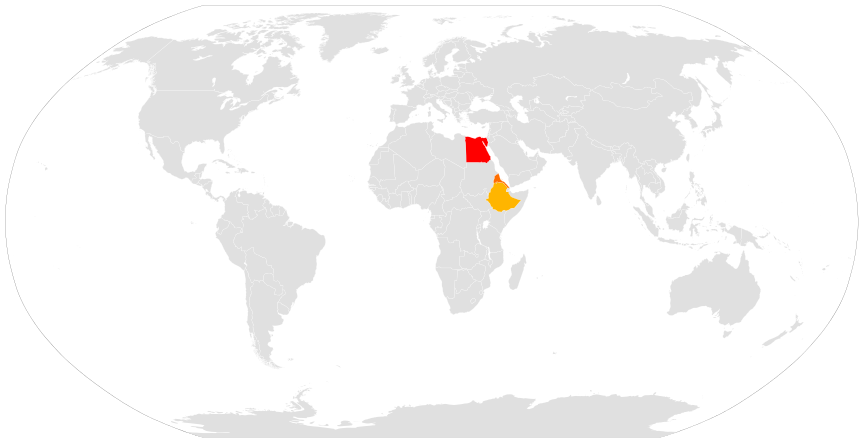
Länder mit katholischen Kirchen des alexandrinischen Ritus

#### Koptischer Ritus

##### Koptisch-katholische Kirche
Ägypten:
1. Patriarchat von Alexandria: Eparchie Alexandria, Eparchie Assiut, Eparchie Gizeh, Eparchie Ismayliah, Eparchie Luxor, Eparchie Minya, Eparchie Abu Qurqas, Eparchie Al Qusia, Eparchie Sohag

#### Äthiopischer Ritus

##### Äthiopisch-katholische Kirche
Äthiopien:
1. Kirchenprovinz Addis Abeba: Erzeparchie Addis Abeba: Eparchie Adigrat, Eparchie Bahir Dar-Dessie, Eparchie Emdeber

##### Eritreisch-katholische Kirche
Eritrea
1. Kirchenprovinz Eritrea: Erzeparchie Asmara, Eparchie Barentu, Eparchie Keren, Eparchie Segheneity

### Armenischer Ritus

#### Armenisch-katholische Kirche
Libanon:
1. Patriarchat von Kilikien
2. Erzbistum Beirut

Ägypten + Sudan:

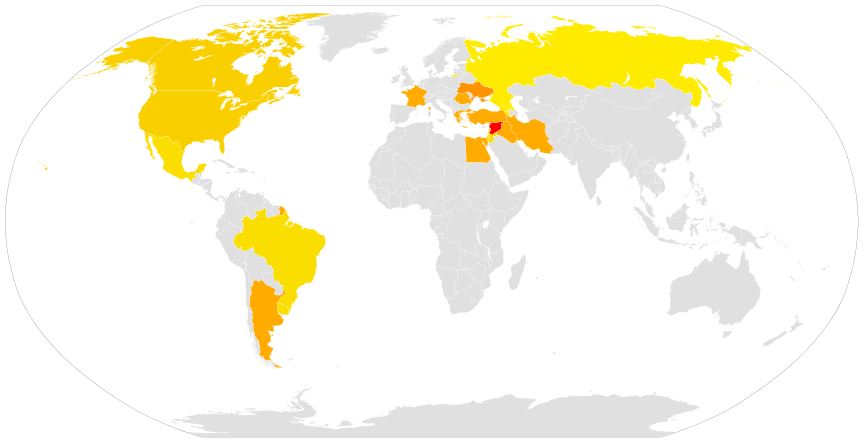
Länder der Armenisch-katholischen Kirche

1. Eparchie Alexandria (Suffragandiözese des Patriarchats von Kilikien)

Argentinien:
1. Immediat: Eparchie Buenos Aires

Armenien:
1. Ordinariat Osteuropa

Brasilien + Mexiko + Uruguay:
1. Apostolisches Exarchat Lateinamerika und Mexiko

Griechenland:
1. Ordinariat Griechenland

Frankreich:
1. Eparchie Sainte-Croix-de-Paris

Irak:
1. Erzeparchie Bagdad

Iran:
1. Eparchie Ispahan (Suffragandiözese des Patriarchats von Kilikien)

Israel + Jordanien + Palästina:
1. Immediat: Patriarchal-Exarchat Jerusalem und Amman

Rumänien:
1. Ordinariat Rumänien

Syrien:
1. Immediat: Erzeparchie Aleppo, Patriarchal-Exarchat Damaskus
2. Eparchie Kamichlié (Suffragandiözese des Patriarchats von Kilikien)

Türkei:
1. Erzeparchie Istanbul

Ukraine:
1. Erzeparchie Lemberg

USA:
1. Eparchie New York

### Byzantinischer Ritus

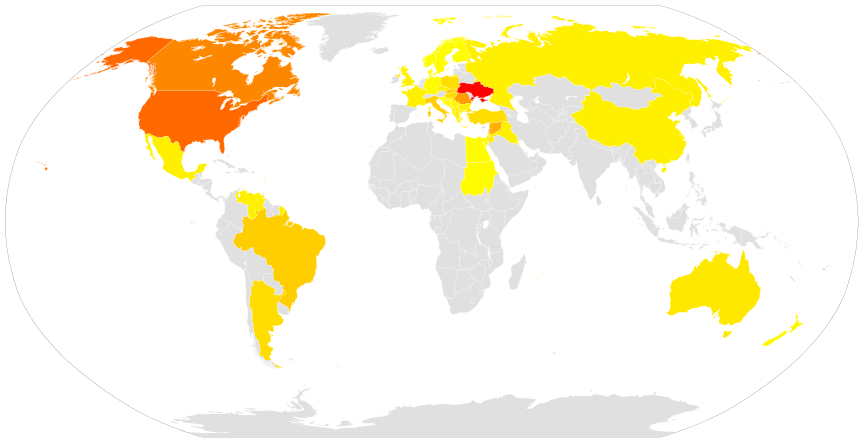
Länder mit katholischen Kirchen des byzantinischen Ritus

#### Ordinariate für die Gemeinden byzantinischen Ritus' im lateinischen Westen

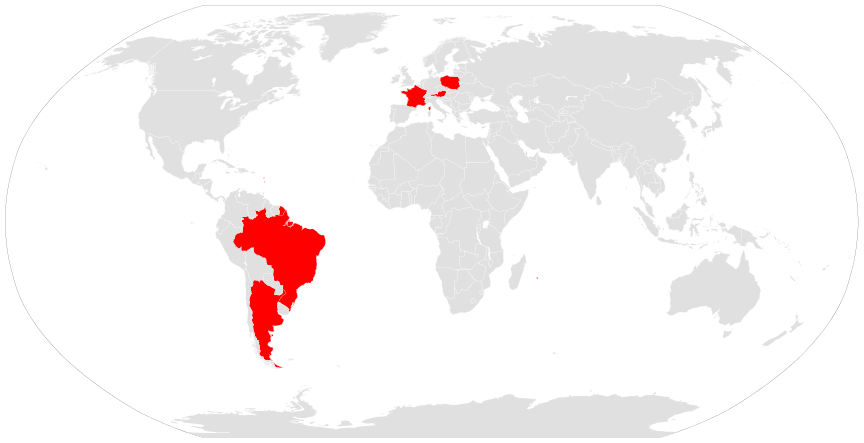
Ordinariate für die byzantinischen Gläubigen

Argentinien:
1. Argentinisches Ordinariat

Brasilien:
1. Brasilianisches Ordinariat

Frankreich:
1. Französisches Ordinariat

Österreich:
1. Österreichisches Ordinariat

Polen:
1. Polnisches Ordinariat

#### Albanische Griechisch-katholische Kirche
Albanien:
1. Ohne eigene kirchliche Hierarchie (die  griechischen Katholiken gehören zur Apostolischen Administratur Südalbanien)

#### Belarussische Griechisch-katholische Kirche
Belarus:
1. immediat: Apostolische Administratur für die Gläubigen des byzantinischen Ritus in Belarus

#### Bulgarische Griechisch-katholische Kirche
Bulgarien:
1. Eparchie Hl. Johannes XXIII. in Sofia

#### Byzantinische Kirche in Kasachstan und Zentralasien
Kasachstan + Kirgisistan + Tadschikistan + Turkmenistan + Usbekistan:
1. Immediat: Apostolische Administratur Kasachstan und Zentralasien für die Gläubigen des byzantinischen Ritus

#### Byzantinische Kirche in Kroatien und Serbien
Kroatien + Bosnien und Herzegowina + Slowenien:
1. zur Kirchenprovinz Zagreb, Kroatien: Eparchie Križevci

Serbien:
1. Immediat: Eparchie Sankt Nikolaus Ruski Krstur

#### Georgische Griechisch-katholische Kirche
Georgien:
1. Ohne eigene kirchliche Hierarchie (griechischen Katholiken gehören zur Apostolische Administratur Kaukasien)

#### Griechische Griechisch-katholische Kirche
Griechenland:
1. Apostolisches Exarchat Griechenland

Türkei:
1. Apostolisches Exarchat Istanbul

#### Italo-albanische Griechisch-katholische Kirche
Italien:
1. Immediat: Eparchie Lungro, Eparchie Piana degli Albanesi, Territorialabtei Santa Maria di Grottaferrata

#### Mazedonische Griechisch-katholische Kirche
Nordmazedonien:
1. Eparchie Mariä Verkündigung Strumica-Skopje

#### Melkitische Griechisch-katholische Kirche
Syrien:
1. Immediat: Erzeparchie Latakia
2. Patriarchat von Antiochien: Erzeparchie Damaskus
3. Erzeparchie Aleppo
4. Erzeparchie Bosra und Hauran
5. Erzeparchie Homs

Ägypten + Sudan + Südsudan:
1. Immediat: Eparchie Alexandria

Argentinien:
1. Apostolisches Exarchat von Argentinien

Australien:
1. Eparchie Sydney

Brasilien:
1. Eparchie São Paulo

Irak:
1. Immediat: Patriarchal-Exarchat Irak

Israel:
1. Erzeparchie Akkon

Jordanien:
1. Erzeparchie Petra und Philadelphia

Kanada:
1. Eparchie Saint-Sauveur de Montréal

Kuwait:
1. Immediat: Patriarchal-Exarchat Kuwait

Libanon:
1. Immediat: Erzeparchie Baalbek, Erzeparchie Zahlé und Furzol
2. Erzeparchie Beirut und Jbeil
3. Erzeparchie Tyros: Erzeparchie Banyas, Erzeparchie Sidon, Erzeparchie Tripoli

Mexiko:
1. Eparchie Nuestra Señora del Paraíso en México

Palästina:
1. Immediat: Patriarchat von Jerusalem der Melkitischen Griechisch-Katholischen Kirche

Türkei:
1. Immediat: Patriarchal-Exarchat Istanbul

USA:
1. Eparchie Newton

Venezuela:
1. Apostolisches Exarchat Venezuela

#### Rumänische griechisch-katholische Kirche
Rumänien:
1. Großerzbistum Făgăraș und Alba Iulia: Bistum Cluj-Gherla, Bistum Lugoj, Bistum Maramureș, Bistum Großwardein, Eparchie Sankt Basilius der Große in Bukarest

Österreich:
1. Immediat: Ordinariat für die byzantinischen Gläubigen in Österreich (zusammen mit anderen Griechisch-katholischen Kirchen)

USA:
1. Eparchie Saint George’s in Canton

#### Russische Griechisch-katholische Kirche
China:
1. Apostolisches Exarchat Harbin (Sedisvakanz; seit 1953)

Russland:
1. Apostolisches Exarchat Moskau (Sedisvakanz; seit 1951)

#### Ruthenische griechisch-katholische Kirche
Ukraine:
1. Eparchie Mukatschewe

Tschechien:
1. Immediat: Apostolisches Exarchat Tschechien

USA + Kanada:
1. Byzantine Catholic Metropolitan Church ''sui iuris'' of Pittsburgh: Erzeparchie Pittsburgh: Eparchie Parma, Eparchie Passaic, Eparchie Phoenix, Apostolisches Exarchat Saints Cyril and Methodius of Toronto

#### Slowakische Griechisch-katholische Kirche
Slowakei:
1. Erzeparchie Prešov: Eparchie Bratislava, Eparchie Košice

#### Ukrainische griechisch-katholische Kirche
Ukraine:
1. Großerzbistum Kiew-Halytsch: Erzbischöfliches Exarchat Charkiw, Erzbischöfliches Exarchat Donezk, Erzbischöfliches Exarchat Luzk, Erzbischöfliches Exarchat Krim, Erzbischöfliches Exarchat Odessa
2. Erzeparchie Kiew
3. Erzeparchie Lemberg: Eparchie Sambir-Drohobytsch, Eparchie Sokal-Schowkwa, Eparchie Stryj
4. Erzeparchie Ternopil-Sboriw: Eparchie Butschatsch, Eparchie Kamjanez-Podilskyj
5. Erzeparchie Iwano-Frankiwsk: Eparchie Kolomyia-Tscherniwzi

Argentinien:
1. zur Kirchenprovinz Buenos Aires: Eparchie Buenos Aires

Australien:
1. zur Kirchenprovinz Melbourne: Eparchie Melbourne

Brasilien:
1. Erzeparchie Curitiba: Eparchie Prudentopolis

Deutschland:
1. Immediat: Apostolisches Exarchat Deutschland und Skandinavien

Frankreich:
1. Eparchie Paris

Großbritannien:
1. Eparchie London

Italien
1. Apostolisches Exarchat Italien

Kanada:
1. Erzeparchie Winnipeg: Eparchie Edmonton, Eparchie New Westminster, Eparchie Saskatoon, Eparchie Toronto

Polen:
1. Erzeparchie Przemyśl-Warschau: Eparchie Breslau-Koszalin, Eparchie Olsztyn-Danzig

Österreich:
1. Immediat: Ordinariat für die byzantinischen Gläubigen in Österreich (zusammen mit anderen Griechisch-katholischen Kirchen)

USA:
1. Erzeparchie Philadelphia: Eparchie Parma, Eparchie Chicago, Eparchie Stamford

#### Ungarische griechisch-katholische Kirche
Ungarn:
1. Erzeparchie Hajdúdorog: Eparchie Nyíregyháza, Eparchie Miskolc

### Syrische Riten

#### Ostsyrischer Ritus

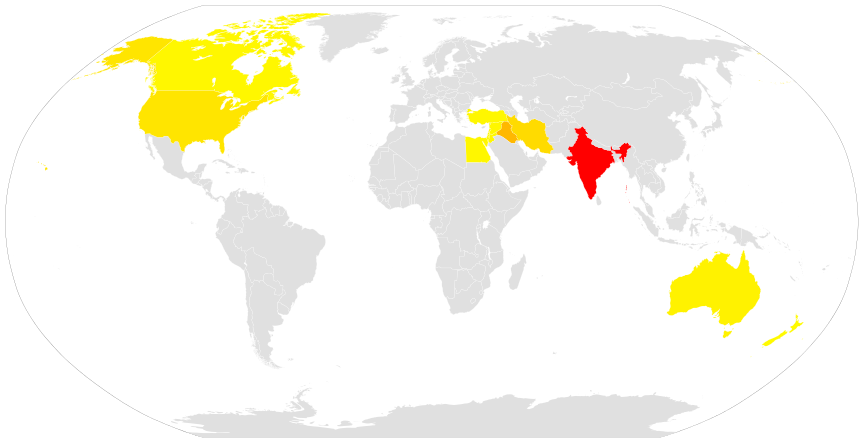
Länder mit katholischen Kirchen des ostsyrischen Ritus

##### Chaldäisch-katholische Kirche
Irak:
1. Immediat: Erzeparchie Erbil, Erzeparchie Bassora, Erzeparchie Mossul-Aqra
2. Patriarchat von Bagdad: Bistum Alquoch, Erzbistum Bagdad, Bistum Dohuk, Bistum Zaku
3. Erzbistum Kirkuk-Sulaimaniya

Ägypten:
1. Eparchie Kairo

Australien:
1. Eparchie Sankt Thomas der Apostel in Sydney

Iran:
1. Erzeparchie Ahvaz
2. Erzeparchie Teheran
3. Erzeparchie Urmia: Eparchie Salamas

Israel + Palästina: (Territorium abhängig vom Patriarchat von Bagdad)
1. Patriarchalisch abhängiges Gebiet von Jerusalem

Jordanien: (Territorium abhängig vom Patriarchat von Bagdad)
1. Patriarchalisch abhängiges Gebiet Jordanien

Kanada:
1. Eparchie Mar Addai of Toronto

Libanon:
1. Eparchie Beirut

Syrien:
1. Immediat: Eparchie Aleppo

Türkei:
1. Erzeparchie Diyarbakır

USA:
1. Eparchie Saint Peter the Apostle of San Diego
2. Eparchie Saint Thomas the Apostle of Detroit

##### Syro-malabarische Kirche
Indien:
1. Großerzbistum Ernakulam-Angamaly: Eparchie Idukki, Bistum Kothamangalam
2. Erzeparchie Changanacherry: Bistum Kanjirapally, Bistum Palai, Bistum Thuckalay
3. Erzeparchie Kottayam
4. Erzeparchie Tellicherry: Bistum Belthangady, Eparchie Bhadravathi, Eparchie Mananthavady, Eparchie Mandya, Bistum Thamarasserry
5. Erzbistum Trichur: Eparchie Hosur, Bistum Irinjalakuda, Bistum Palghat, Eparchie Ramanathapuram
6. Eparchie Faridabad
7. Eparchie Shamshabad

Zur Kirchenprovinz Agra: Bistum Bijnor, Bistum Gorakhpur
Zur Kirchenprovinz Bhopal: Bistum Sagar, Bistum Satna, Bistum Ujjain
Zur Kirchenprovinz Bombay: Bistum Kalyan
Zur Kirchenprovinz Gandhinagar: Bistum Rajkot
Zur Kirchenprovinz Hyderabad: Bistum Adilabad
Zur Kirchenprovinz Nagpur: Eparchie Chanda
Zur Kirchenprovinz Raipur: Bistum Jagdalpur
Australien:
1. Immediat: Eparchie Melbourne

Großbritannien:
1. Immediat: Eparchie Preston

Kanada:
1. Immediat: Eparchie Mississauga

USA:
1. Immediat: Eparchie Chicago

#### Westsyrischer Ritus

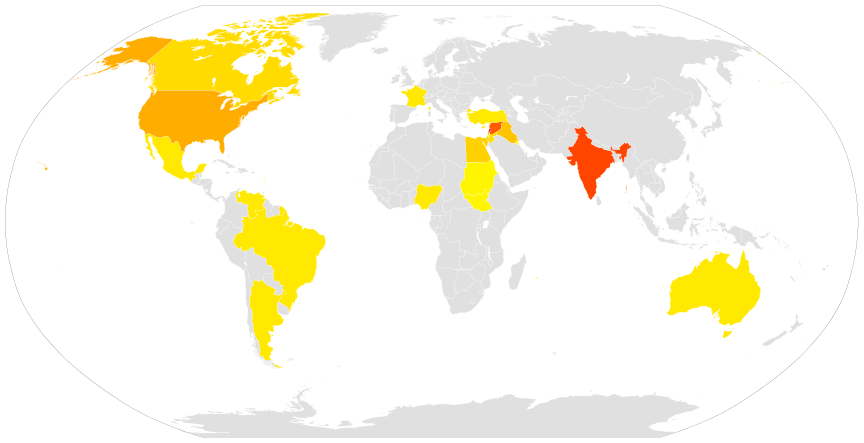
Länder mit katholischen Kirchen des westsyrischen Ritus

##### Syrisch-katholische Kirche
Libanon:
1. Patriarchat von Antiochien
2. Immediat: Eparchie Beirut

Ägypten + Sudan + Südsudan:
1. Eparchie Kairo

Irak + Kuwait:
1. Immediat: Patriarchal-Exarchat Basra und Kuwait
2. Erzeparchie Bagdad
3. Erzeparchie Mossul
4. Eparchie Adiabene

Israel + Jordanien + Palästina:
1. Immediat: Patriarchal-Exarchat Jerusalem

Kanada:
1. Immediat: Apostolisches Exarchat Kanada

Syrien:
1. Immediat: Erzeparchie Aleppo, Erzeparchie Hassaké-Nisibi
2. Erzeparchie Damaskus
3. Erzeparchie Homs

Türkei:
1. Immediat: Patriarchal-Exarchat Türkei

USA:
1. Immediat: Eparchie Newark

Venezuela:
1. Immediat: Apostolisches Exarchat Venezuela

##### Syrisch-Maronitische Kirche
Libanon:
1. Patriarchat von Antiochien: Eparchie Joubbé, Sarba und Jounieh
2. Immediat: Erzeparchie Antelien, Erzeparchie Beirut, Erzeparchie Tripoli del Libano, Erzeparchie Tyros, Eparchie Baalbek-Deir El-Ahmar, Eparchie Batrun, Eparchie Jbeil, Eparchie Sidon, Eparchie Zahlé

Afrika:
1. Immediat: Eparchie Verkündigung des Herrn Ibadan

Ägypten + Sudan + Südsudan:
1. Eparchie Kairo

Argentinien:
1. zur Kirchenprovinz Buenos Aires: Eparchie Buenos Aires

Australien:
1. Eparchie Sydney

Brasilien:
1. zur Kirchenprovinz São Paulo: Eparchie Sao Paulo

Frankreich:
1. Eparchie Paris

Israel:
1. Erzeparchie Haifa e Terra Santa

Jordanien:
1. Immediat: Patriarchal-Exarchat Jordanien

Kanada:
1. Eparchie Montreal

Kolumbien:
1. Apostolisches Exarchat Kolumbien

Mexiko:
1. Eparchie Nuestra Señora de los Mártires del Libano en México

Palästina:
1. Immediat: Patriarchal-Exarchat Jerusalem und Palästina

Syrien:
1. Erzeparchie Aleppo
2. Erzeparchie Damaskus
3. Eparchie Latakia

USA:
1. Eparchie Los Angeles
2. Eparchie Brooklyn

Zypern:
1. Erzeparchie Zypern

##### Syro-malankarische Kirche
Indien:
1. Großerzbistum Trivandrum: Eparchie Marthandom, Eparchie Mavelikara, Eparchie Parassala, Eparchie Pathanamthitta
2. Erzeparchie Tiruvalla: Eparchie Battery, Eparchie Muvattupuzha, Eparchie Puthur
3. Immediat: Eparchie Gurgaon
4. Immediat: Eparchie Sankt Ephrem in Khadki

USA und Kanada:
1. Eparchie St. Mary Queen of Peace der Vereinigten Staaten und Kanadas